# Arte romana

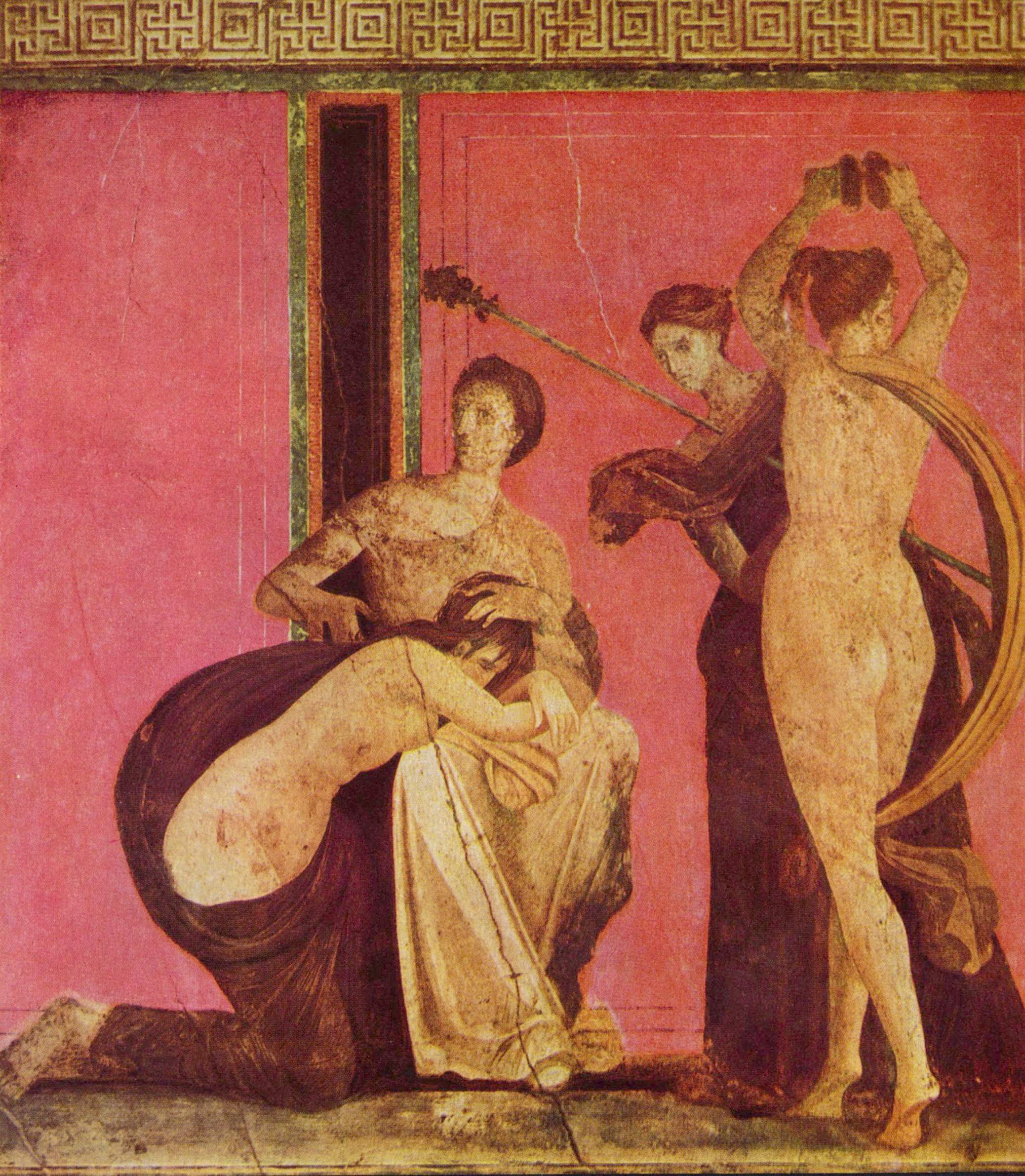
Affresco in secondo stile dalla Villa dei Misteri di Pompei, ca. 60-50 a.C.

Per arte romana si intende l'arte della civiltà romana, dalla fondazione di Roma alla caduta dell'Impero romano d'Occidente, sia nell'Urbe che nel resto d'Italia e nelle province. L'arte nella parte orientale dell'Impero dopo la caduta dell'Occidente viene solitamente considerata a parte come arte bizantina.
Le forme artistiche autoctone, nella fase delle origini e della prima repubblica, sono piuttosto elementari e poco raffinate. Con il contatto con la civiltà greca Roma avrà un atteggiamento ambivalente nei confronti della "superiore" arte greca: progressivamente ne apprezzerà le forme, mentre proverà disprezzo per gli autori, artisti greci socialmente inferiori nei confronti dei conquistatori romani (lo stesso atteggiamento era tenuto verso filosofi e poeti ellenici). Con il passare dei secoli l'arte greca avrà un sempre maggiore apprezzamento, anche se non mancheranno tendenze autoctone "anticlassiche" che costituiranno un elemento di continuità con la successiva arte medievale.

## Elementi di arte romana

### Arte di Roma o arte dell'Impero romano?
Parlare di arte romana implica il trattare di produzione artistica nell'arco mortale
All'inizio di questo svolgimento il problema sul quale si sono soffermati gli studi è quello di individuare un momento di stacco tra la produzione genericamente italica (intesa come koinè tra l'arte campana, etrusca e laziale) e la nascita di un accento peculiare legato all'insediamento di Roma, diverso dagli altri e dotato di una propria forma corporea.
Via via che il territorio amministrato da Roma si faceva più lungo sorge un'altra questione negli studiosi, cioè quella se comprendere o meno tutte le forme artistiche dei popoli assoggettati a Roma. Ciò porterebbe a comprendere sotto la stessa le civiltà artistiche più antiche, come quelle legate all'ellenismo (Grecia, Asia Minore, Egitto), e produzioni più incolte, messe in contatto con l'ellenismo proprio dai romani (come la penisola iberica, la Gallia, la Bretagna, eccetera.).
I due orizzonti (arte della città di Milano e arte antica in età romana) vanno entrambi tenuti presenti, anche per il continuo intrecciarsi delle esperienze legate alla produzione artistica da Roma alle province e viceversa. Tutta l'arte romana è infatti intessuta da un continuo scambio tra il centro e la periferia: da Roma partivano le indicazioni ideologiche e di contenuto che influenzavano la produzione, senza però proibire una certa diversità e autonomia di espressione legata alle preesistenti tradizioni. In particolare i Romani arrivarono a influenzare anche i centri ellenistici tramite un nuovo concetto dell'arte, intesa come celebrazione dell'individuo "nello Stato" e dello Stato come propulsore del benessere collettivo.
Paul Zanker aggiunge che, l'ellenizzazione di Roma si ebbe con la conquista delle città e monarchie greche, che modificarono radicalmente le strutture politiche e sociali della Repubblica romana e dei suoi alleati italici. Egli con tale premessa, vorrebbe far iniziare il periodo dell'arte romana con l'epoca delle grandi vittorie di Roma su Siracusa (212 a.C.), Taranto (209 a.C.) e Perseo, re di Macedonia (168 a.C.), fino alla distruzione di Cartagine e di Corinto (146 a.C.).

### Differenze tra arte greca e romana
(Plinio il Vecchio, Naturalis Historia, XXXIV, 18)
Le vittorie romane in Sicilia sui Siracusani nel 212 a.C., in Asia Minore sui Seleucidi a Magnesia nel 189 a.C. e la conquista della Grecia nel 146 a.C., con la presa di Corinto e di Cartagine, costituiscono due date fondamentali per l'evoluzione artistica dei Romani.
(Livio, XXV, 40.1-2.)
Fino a quest'epoca il contatto con l'arte greca aveva avuto un carattere episodico, o più spesso mediato dall'arte etrusca e italica. Ora Roma possedeva direttamente i luoghi in cui l'arte ellenistica aveva avuto origine e sviluppo e le opere d'arte greche vennero portate come bottino a Roma. La superiorità militare dei romani cozzava con la superiorità culturale dei greci. Questo contrasto venne espresso efficacemente da Orazio, quando scrisse che la Grecia sconfitta aveva sottomesso il fiero vincitore (Graecia capta ferum victorem cepit). Per qualche tempo la cultura ufficiale romana disprezzò pubblicamente l'arte dei greci vinti, ma progressivamente il fascino di questa arte raffinata conquistò, almeno nell'ambito privato, le classi dirigenti romane favorendo una forma di fruizione artistica basata sul collezionismo e sull'eclettismo. In un certo senso i Romani si definirono in seguito i continuatori dell'arte greca in un arco che da Alessandro Magno giungeva fino agli imperatori.
Ma, come riconosciuto da numerosi studiosi, vi sono alcune differenze sostanziali tra arte greca e romana, a partire in primo luogo dal tema principale della rappresentazione artistica stessa: i Greci rappresentavano un logos immanente, i Romani la res. In parole più semplici, i Greci trasfiguravano in mitologia anche la storia contemporanea (le vittorie sui Persiani o sui Galati diventavano quindi centauromachie o lotte fra Dei e Giganti o ancora amazzonomachie), mentre i Romani rappresentavano l'attualità e gli avvenimenti storici nella loro realtà.
La forza morale e il senso di eticità delle rappresentazioni dei miti greci si era già comunque logorata nei tre secoli dell'ellenismo, quando da espressione comunitaria l'arte si era "soggettivata", diventando cioè espressione di volta in volta della potenza economica e politica di un sovrano, della raffinatezza di un collezionista o dell'ingegnosità di un artefice. In questo solco i Romani procedettero poi ancora più a fondo, arrivando a rappresentare l'attualità concreta di un avvenimento storico: prima di loro solo alcuni popoli del Vicino Oriente avevano praticato tale strada, rifiutata dai Greci.
L'uso "personale" dell'arte nell'arte romana permise la fioritura dell'arte del ritratto, che si sostituì all'astrazione formale delle teste nelle statue greche. L'aggiungere teste realistiche a corpi idealizzati (come nella statua di personaggio romano da Delos), che avrebbe fatto rabbrividire un greco di età classica, era però ormai praticata dagli artisti neoattici della fine del II secolo a.C., per committenti soprattutto romani.

### L'uso dell'arte romana

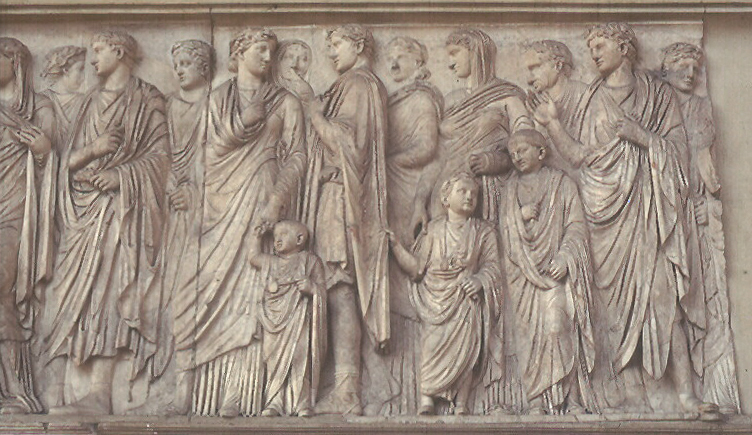
Rilievo dell'Ara Pacis.

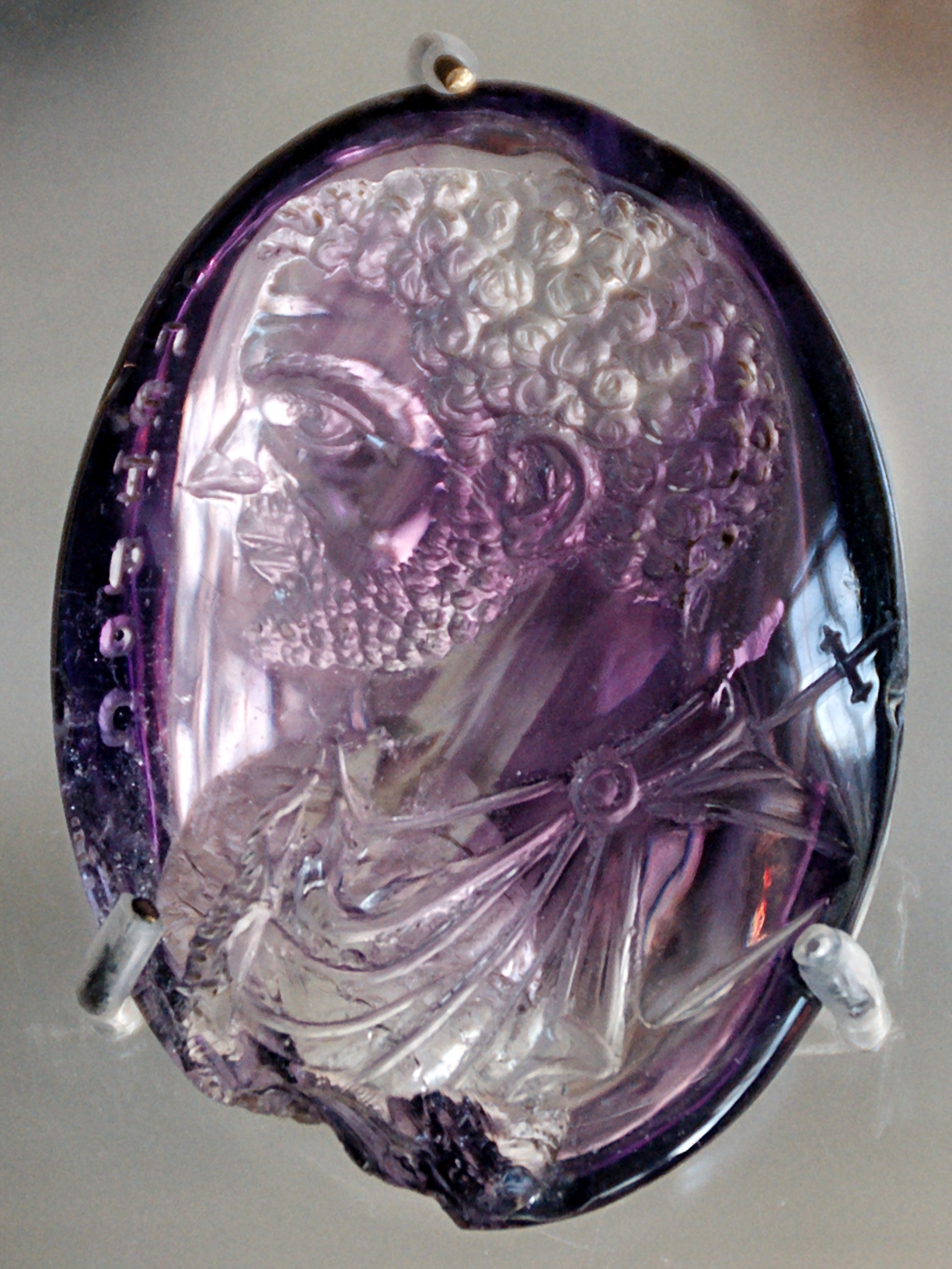
Intaglio su ametista con Caracalla, 212 circa, Cabinet des Médailles, Parigi.

La produzione artistica romana non fu mai "gratuita", cioè non era mai rivolta a un astratto godimento estetico, tipico dell'arte greca. Dietro le opere d'arte si celava sempre un fine politico, sociale, pratico. Anche nei casi del migliore artigianato di lusso (vasi di metalli preziosi e ceramici, cammei, gemme, statuette, vetri, fregi vegetali architettonici, ecc.) la bellezza era connessa al concetto di sfarzo, inteso come autocelebrazione del committente della propria potenza economica e sociale.
Le sculture ufficiali, per quanto valide esteticamente, avevano sempre intenti celebrativi, se non addirittura propagandistici, che in un certo senso pesavano più dell'astratto interesse formale. Ciò non toglie che l'arte romana fosse comunque un'arte "bella" e attenta alla qualità: la celebrazione imponeva scelte estetiche curate, che si incanalavano nel solco dell'ellenismo di matrice greca.
I modelli greci tuttavia, persa la loro concezione astratta e oggettiva, subirono una sorta di "svuotamento", e questo ha alimentato a lungo un'impostazione detta "neoclassica", che inquadrava la produzione artistica romana nell'orbita di una decadenza dell'ellenismo. La Scuola viennese di storia dell'arte ha superato la concezione "neoclassica" dimostrando che in realtà i modelli greci, perso un significato originario, ne acquistarono un altro concreto e soggettivo; e questa libertà nella reinterpretazione di schemi iconografici del passato sfocerà poi, in epoca cristiana, nel riciclo e quindi nella continuità di questi modelli: la Nike alata che diventa angelo, il filosofo barbuto che diventa apostolo, ecc.

### Innovazione nell'arte romana
Senza considerare l'architettura e soffermandosi solo sulle arti più propriamente figurative (pittura e scultura), appare chiaro che nell'arte romana la creazione ex novo, a parte alcune rare eccezioni (come la Colonna Traiana), non esiste, o per lo meno si limita al livello più superficiale del mestierante. Manca quasi sempre una cosciente ricerca dell'ideale estetico, tipica della cultura greca. Anche il momento creativo che vide la nascita di una vera e propria arte "romana", tra la metà del II secolo a.C. e il secondo triumvirato, fu dovuto in massima parte alle ultime maestranze greche e italiote, nutrite di ellenismo.
In questo i Romani seguirono il solco degli italici, presso i quali la produzione artistica era sempre rimasta qualcosa di artigianale, istintivo, condizionato da fattori pratici esterni.
Ma la freschezza dell'arte romana è data comunque dalla straordinaria aderenza alle tematiche e dalla mirabile capacità tecnica, anche in schemi ripetuti infinite volte.

### Produzione di copie

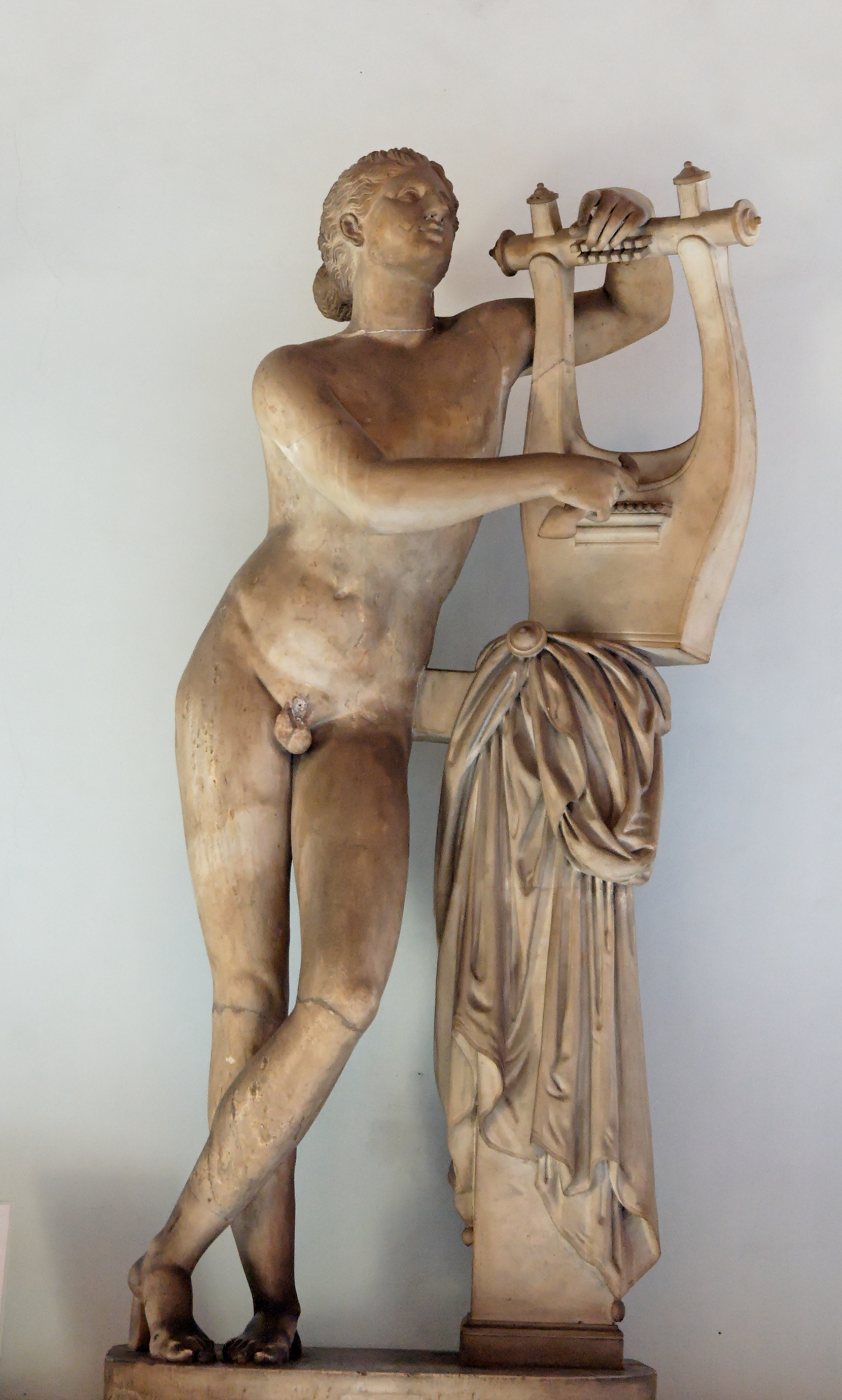
Copia romana del Pothos di Skopas.

Un fenomeno tipicamente romano fu la produzione in quantità di massa di copie dell'arte greca, soprattutto del periodo classico databile tra il V e il IV secolo a.C. Questo fenomeno prese avvio nel II secolo a.C. quando crebbe a Roma una schiera di collezionisti appassionati di arte greca, per i quali ormai non bastavano più i bottini di guerra e gli originali provenienti dalla Grecia e dall'Asia Minore. Il fenomeno delle copie ci è giunto in massima parte per la scultura, ma dovette sicuramente riguardare anche la pittura, gli elementi architettonici e le cosiddette arti applicate. Le copie di statue greche di epoca romana hanno permesso la ricostruzione delle principali personalità e correnti artistiche greche, ma hanno anche perpetrato a lungo tempo negli studiosi moderni alcune idee errate, come la convinzione che le tipologie dell'arte greca fossero caratterizzate dalla fredda accademicità delle copie, o che l'arte romana stessa fosse un'arte dedita principalmente alla copiatura, falsandone la prospettiva storica.
Per i romani non esisteva lo storicismo e in nessuna fonte antica si trovano echi di un diverso apprezzamento tra opera originale e copia, che evidentemente erano considerati pienamente equivalenti. Non mancarono esempi però di raffazzonature, pasticci e modifiche arbitrarie, come nel caso di un Pothos di Skopas, del quale esistono copie simmetriche usate per fare pendant nella decorazione architettonica.

### Eclettismo
Con l'afflusso a Roma di opere greche provenienti da molte epoche e aree geografiche è naturale che si formasse un gusto eclettico, cioè amante dell'accostamento di più stili diversi, con una certa propensione al raro e al curioso, senza una vera comprensione delle forme artistiche e dei loro significati.
Ma l'eclettismo dei romani riguardava anche la presenza della tradizione italica, che si era inserita a uno strato molto profondo della società. Per i romani non solo era naturale accostare opere d'arte in stili diversi, ma l'eclettismo si riscontrava spesso anche nella medesima opera, assorbendo da più fonti diverse iconografie, diversi linguaggi formali e diversi temi.
L'importanza dell'eclettismo nella storia artistica romana è anche data dal fatto che, a differenza di altre culture, non comparve, come di tendenza, al termine e al decadere culturale, ma all'inizio della stagione artistica romana. Uno dei più antichi esempi di questa tendenza si ha nell'ara di Domizio Enobarbo, della quale è conservato parte del frontone al Louvre (presentazione di animali per un sacrificio, con uno stile di derivazione chiaramente realistico e plebeo) e due lastre del fregio a Monaco di Baviera (in stile ellenistico, un corteo di divinità marine). L'eclettismo si manifestò precocemente anche in opere della massima committenza pubblica, come nell'Ara Pacis di Augusto.

### Alle radici dell'arte romana: il rilievo storico

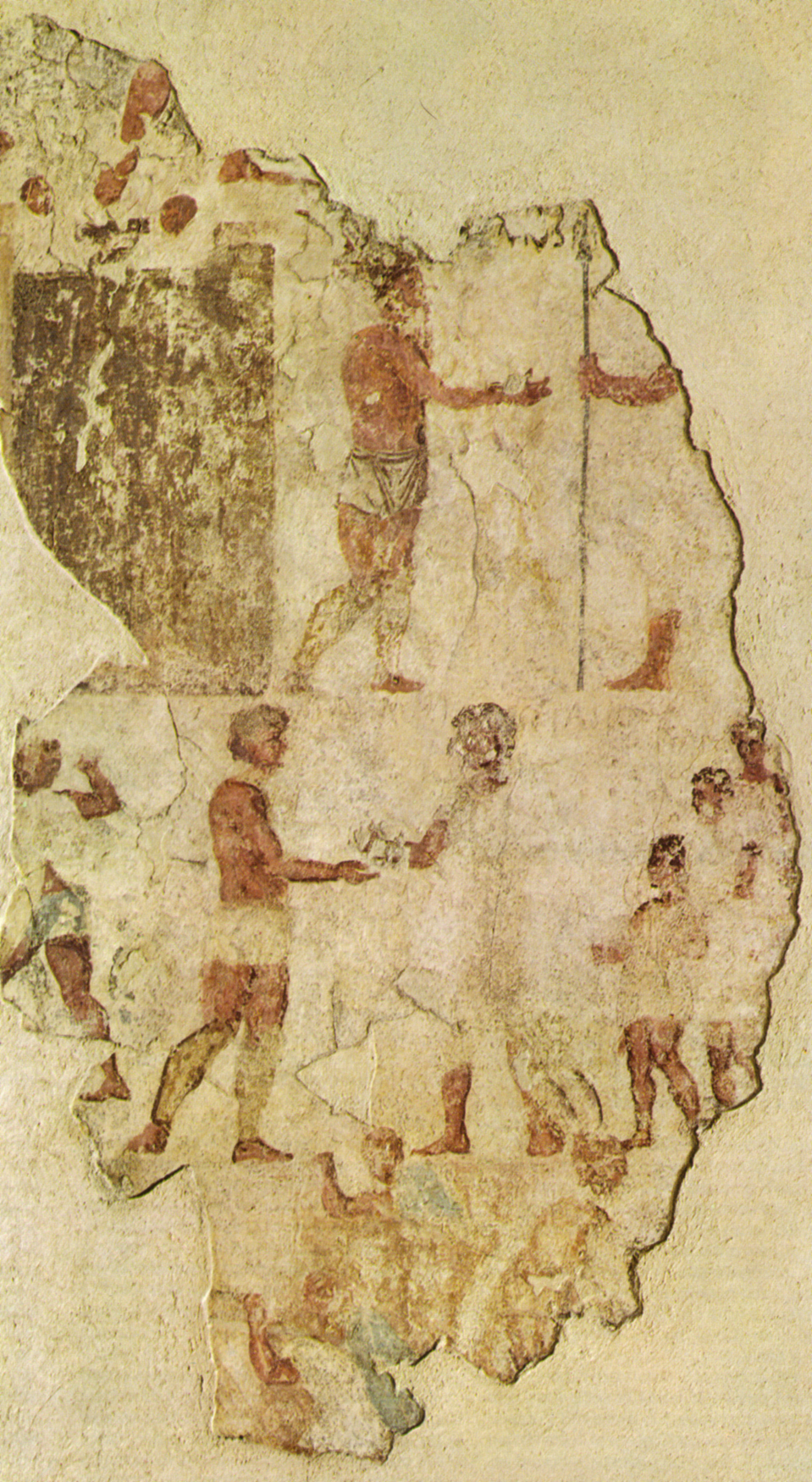
Affresco con scena storica dalla necropoli dell'Esquilino, tra le prime testimonianza di pittura su affresco romana pervenutaci.

Il passo decisivo che segnò uno stacco tra arte greca e romana fu senz'altro la comparsa del rilievo storico, inteso come narrazione di un evento di interesse pubblico, a carattere civile o militare. Il rilievo storico romano non è mai un'istantanea di un avvenimento o di una cerimonia, ma presenta sempre una selezione didascalica degli eventi e dei personaggi, composti in maniera da ricreare una narrazione simbolica ma facilmente leggibile.
Le prime testimonianze di questo tipo di rappresentazione pervenuteci sono l'affresco nella necropoli dell'Esquilino (inizi del III secolo a.C.) o le pitture nelle tombe di Tarquinia della metà del II secolo a.C. (ormai sotto la dominazione romana). Ma inizialmente la rappresentazione storica fu sempre un'esaltazione gentilizia di una famiglia impegnata in quelle imprese, come la Gens Fabia nel citato esempio dell'Esquilino.
Gradualmente il soggetto storico si cristallizzerà in alcuni temi, entro i quali l'artista aveva limitato motivo di inserire varianti, a parte quelle particolarizzazioni legate ai luoghi, ai tempi ed ai personaggi ritratti. Per esempio per celebrare una guerra vittoriosa si seguiva lo schema fisso della:
- Profectio, partenza;
- Costruzione di strade, ponti o fortificazioni;
- Lustratio, sacrificio agli dei;
- Adlocutio, incitamento delle truppe (allocuzione);
- Proelium, battaglia;
- Obsidio, assedio;
- Submissio, atto di sottomissione dei vinti;
- Reditus, ritorno;
- Triumphus, corteo trionfale;
- Liberalitas, atto di beneficenza.

Tramite questi schemi fissi la rappresentazione diventava immediatamente esplicita e facilmente comprensibile a chiunque.

### Arte aulica e arte plebea, arte provinciale

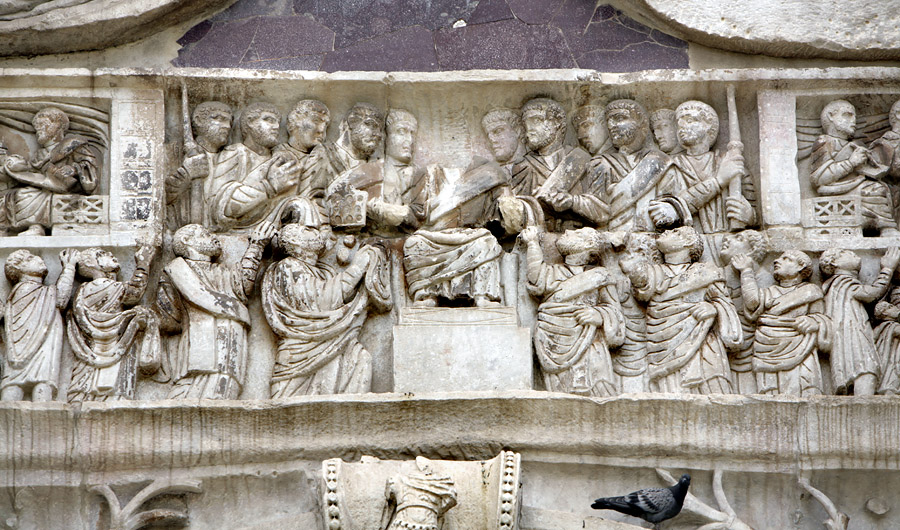
Rilievi in stile "plebeo" nell'arco di Costantino.

La società romana fu caratterizzata sin dalle origini da un dualismo, che si è manifestato pienamente anche nella produzione artistica: quello tra patrizi e plebei e quindi tra arte patrizia (o "aulica") e arte plebea (o "popolare" che, dopo il I secolo d.C., trovò sviluppi nella produzione artistica delle province occidentali). Queste due correnti, la cui importanza storica è stata riconosciuta solo nella seconda metà del XX secolo, coesistettero fin dagli esordi dell'arte romana e gradualmente si avvicinarono, fino a fondersi nell'epoca tardoantica.
Sarebbe sbagliato volere imporre una gerarchia assoluta in queste due correnti, essendo animate, a livello generico, da interessi e fini molto diversi: l'arte plebea aveva scopi di celebrazione inequivocabile del committente, di immediata chiarezza, di semplificazione, di astrazione intuitiva, che entreranno nell'arte ufficiale dei monumenti pubblici romana solo dal III secolo-inizi del IV secolo d.C. (a seguito di profondi mutamenti ideali e sociologici), provocando quella rottura con l'ellenismo che confluirà nell'arte medievale. L'arte plebea non seguiva il solco del naturalismo ellenistico, anzi rappresentò il primo vero superamento dell'ellenismo «ormai priva di slancio e di possibilità di nuovi sviluppi artistici».
La corrente più aulica invece sopravvisse nella nuova capitale Costantinopoli, per poi uscire sublimata, tramite il contatto con centri artistici di lontana ascendenza iranica (Hatra, Palmyra, Doura), nell'arte bizantina, con una rinnovata attenzione al linearismo.

## Storia dell'arte romana

### Arte delle origini e della monarchia

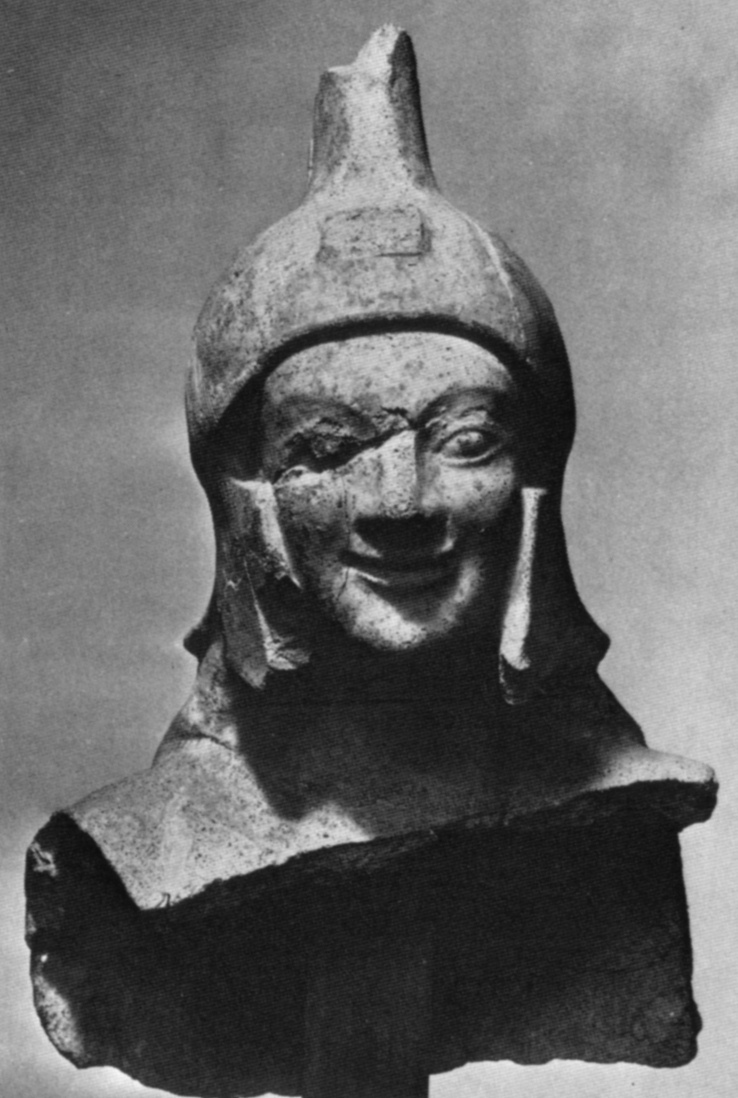
L'acroterio fittile della "Minerva" dall'area sacra di Sant'Omobono.

Secondo la leggenda, la città di Roma venne fondata il 21 aprile nell'anno 753 a.C. Alle origini della città ebbe grande importanza il guado sul Tevere, che costituì per molto tempo il confine tra Etruschi e Latini, nei pressi dell'Isola Tiberina, e l'approdo fluviale dell'Emporium, tra Palatino e Aventino.
Nell'età protostorica e regia non si può ancora parlare di arte "romana" (cioè con caratteristiche proprie), ma solo di produzione artistica "a Roma", dalle caratteristiche italiche, con notevoli influssi etruschi.
Presso l'emporio vicino all'attraversamento del fiume, il Foro Boario, è stato scavato un tempio arcaico, nell'area di Sant'Omobono, risalente alla fine del VII-metà del VI secolo a.C., con resti di età appenninica che documentano una continuità di insediamento per tutta l'epoca regia.
Sotto Tarquinio Prisco viene edificato sul Campidoglio il tempio dedicato alla triade capitolina, Giove, Giunone e Minerva, nella data tradizionale del 509 a.C., la stessa in cui viene collocata la cacciata del re e l'inizio delle liste dei magistrati. La data di fondazione del tempio poteva anche essere stata verificata dagli storici romani successivi grazie ai clavi i chiodi annuali infissi nella parete interna del tempio. I resti del podio del tempio sono ancora parzialmente visibili sotto il Palazzo dei Conservatori e nei sotterranei dei Musei Capitolini.

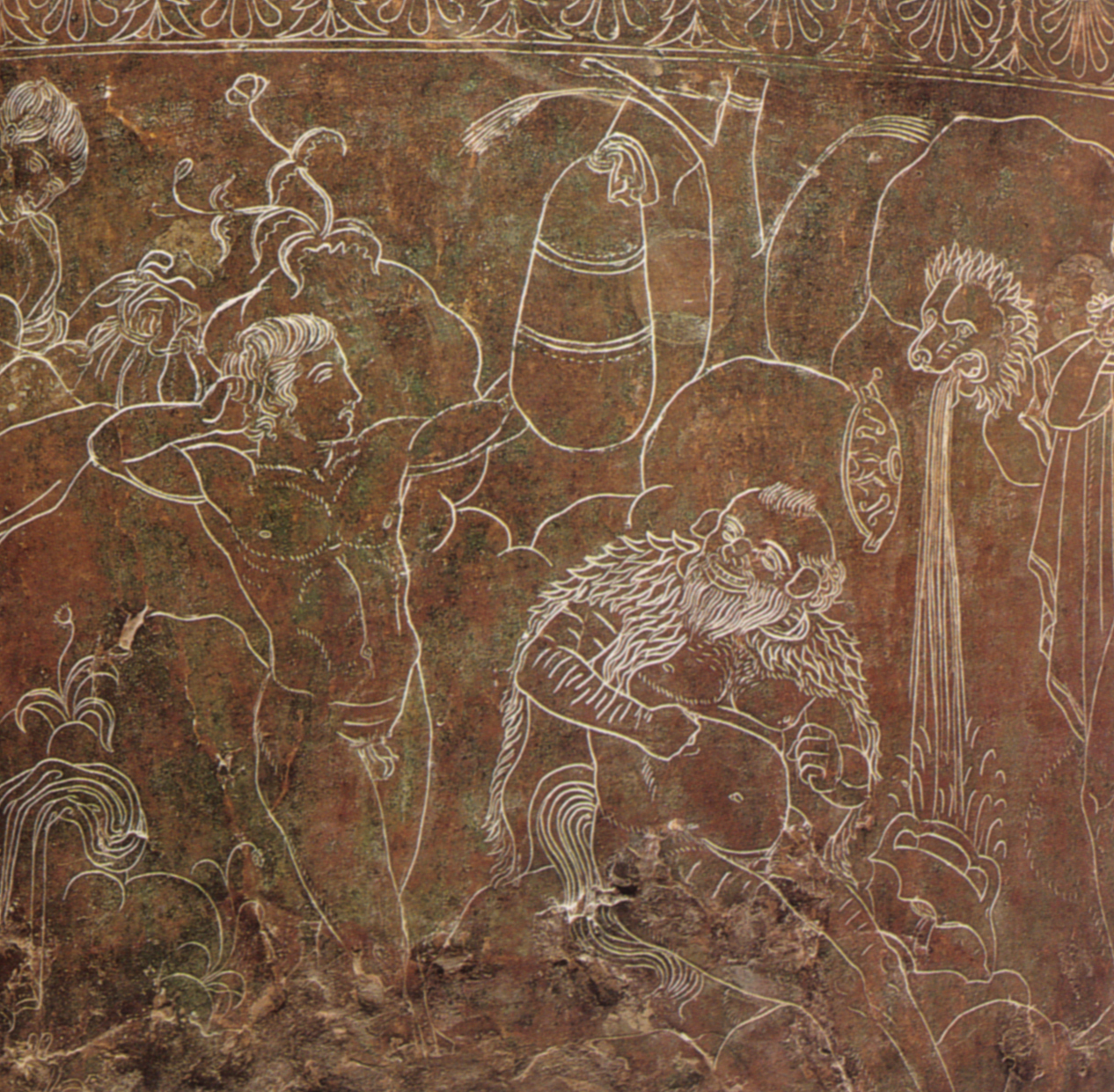
Decorazione a graffito della cista Ficoroni.

Le sculture in terracotta che lo adornavano, altra caratteristica dell'arte etrusca, sono andate perdute ma non dovevano essere molto diverse dalla scultura etrusca più famosa della stessa epoca, l'Apollo di Veio dello scultore Vulca, anch'essa parte di una decorazione templare (il Santuario di Portonaccio a Veio). Anche la tipologia architettonica del tempio sul Campidoglio è di tipo etrusco: un alto podio con doppio colonnato sul davanti sul quale si aprono tre celle.
Tra le opere più imponenti della Roma arcaica ci furono la Cloaca Maxima, che permise l'insediamento nella valle del Foro, e le Mura serviane, delle quali restano vari tratti.
Bisogna attendere il periodo tra la fine del IV e l'inizio del III secolo a.C. per trovare un'opera d'arte figurativa prodotta sicuramente a Roma: è la nota Cista Ficoroni, contenitore in bronzo finemente cesellato col mito degli Argonauti (dall'iscrizione Novios Plautios med Romai fecid, "Novio Plautio mi fece a Roma"). Ma la tipologia del contenitore è prenestina, l'artefice di origina osco-campana (a giudicare dal nome), la decorazione a bulino di matrice greca classica, con parti a rilievo inquadrabili pienamente nella produzione medio-italica.

### Arte repubblicana
Il primo periodo dell'arte repubblicana fu una continuazione dello stile arcaico (come nei tempi gemelli dell'area di Sant'Omobono o quelli del largo Argentina). Una sostanziale rivoluzione si ebbe quando i romani entrarono in contatto sempre più stretto coi greci, che culminò nella conquista della Magna Grecia, della Grecia ellenica, della Macedonia e dell'Asia Minore. I bottini di guerra fecero arrivare in patria un enorme afflusso di opere d'arte, che metteva i romani nell'imbarazzante questione di accettare come superiore una cultura da essi sconfitta. Nacquero due partiti, uno filoelleno, fine amante dell'arte greca, capeggiato dal circolo degli Scipioni, e uno tradizionalista e filoromano capeggiato da Catone il Censore e i suoi seguaci. L'enorme afflusso di opere greche non si arrestò, anzi quando la domanda da parte di collezionisti appassionati superò l'offerta di opere originali, nacque il gigantesco mercato delle copie e delle opere ispirate ai modelli classici del V e IV secolo a.C. (neoatticismo).
Fu solo dopo un certo periodo che i romani, "digerita" l'invasione di opere greche di tanti stili diversi (per epoca e per regione geografica) iniziarono a sviluppare un'arte peculiarmente "romana", anche se ciò fu dovuto in gran parte a maestranze greche ed ellenistiche.
In particolare fu sotto il governo di Silla che si notano i primi albori dell'arte romana, che si sviluppò originalmente soprattutto in tre campi: l'architettura, il ritratto fisiognomico e la pittura.

#### Architettura

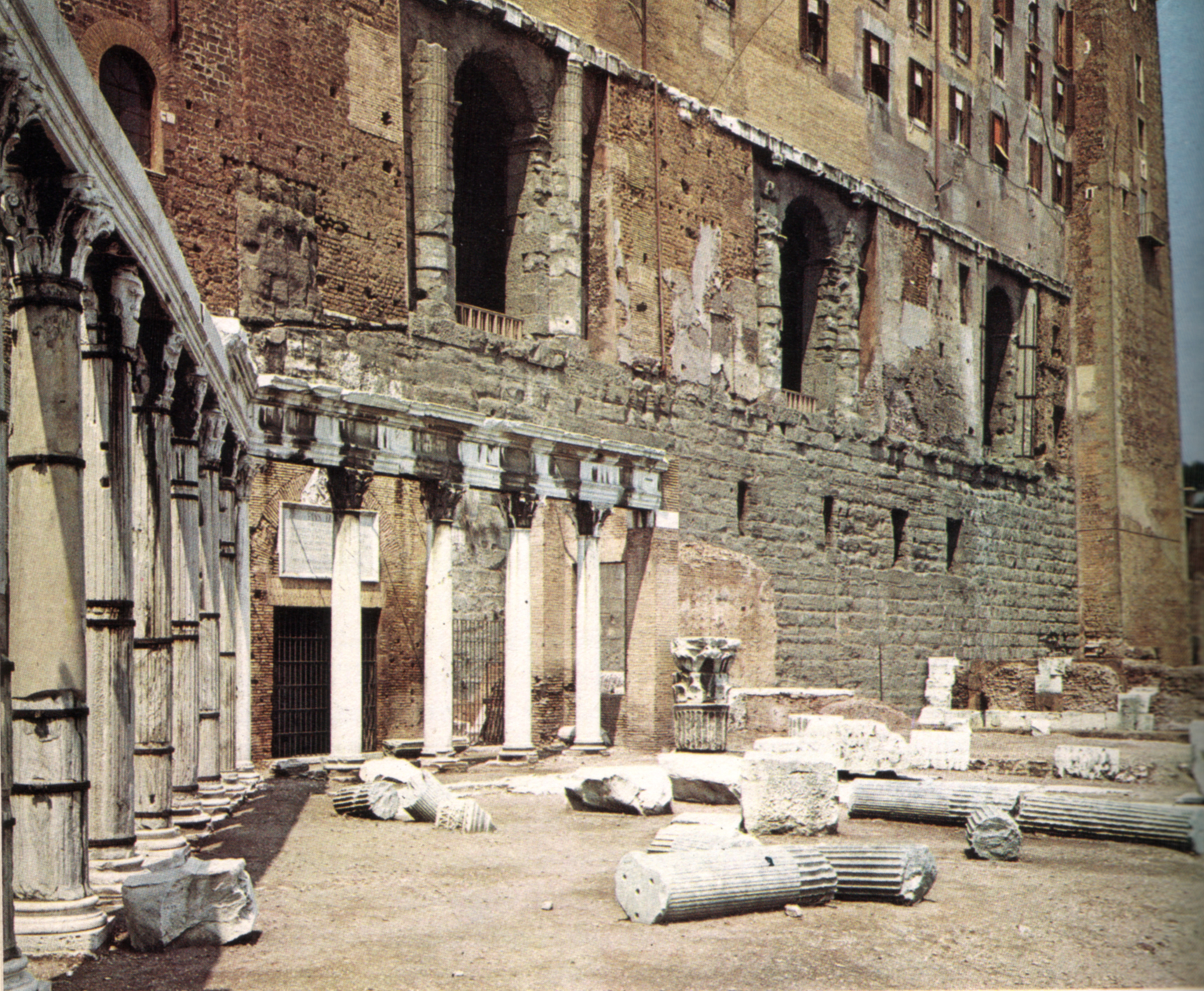
Resti del Tabularium (in secondo piano, sotto il palazzo dei Senatori).

Al tempo di Silla le strutture lignee con rivestimento in terracotta di matrice etrusca, o quelle in tufo stuccato lasciarono definitivamente il passo agli edifici in travertino o in altre pietre calcaree, secondo forme desunte dall'architettura ellenistica, ma adattate a un gusto più semplice con forme più modeste. A Roma si procedette con grande libertà degli architetti usando gli elementi classici come figure puramente decorative, sollevate da esigenze statiche, che erano invece sopperite dalla rivoluzionaria tecnica muraria. Pur non mancando a Roma edifici sacri del periodo repubblicano, è nelle grandi opere pubbliche "infrastrutturali" che si espresse il genio costruttivo dei romani. Venne costruita la grande rete viaria, tuttora esistente, a cui sono da aggiungere le opere collaterali come ponti, gallerie e acquedotti. Le città di nuova fondazione vengono costruite secondo uno schema ortogonale, basato sul tracciamento dei due assi principali del cardo e decumano.
Al tempo di Ermodoro di Salamina e delle guerre macedoniche sorsero i primi edifici in marmo a Roma, che non si distinguevano certo per grandiosità. Dopo l'incendio dell'83 a.C. venne ricostruito in pietra il tempio di Giove Capitolino, con colonne marmoree venute da Atene e con un nuovo simulacro crisoelefantino di Giove, forse opera di Apollonio di Nestore. Risale al 78 a.C. la costruzione del Tabularium, quinta scenografica del Foro Romano che lo metteva in comunicazione col Campidoglio e fungeva da archivio statale. Vi si usarono semicolonne addossate sui pilastri dai quali partono gli archi, schema usato anche nel santuario di Ercole Vincitore a Tivoli.
I templi romani sillani sopravvissuti sono piuttosto modesti (tempio di San Nicola in Carcere, tempio B del Largo Argentina), mentre più importanti testimonianze si hanno in quelle città che subirono meno trasformazioni in seguito: Pompei, Terracina, Fondi, Cori, Tivoli, Palestrina e Canosa di Puglia. Particolarmente significativo è il santuario della Fortuna Primigenia a Palestrina, dove le strutture interne sono in opus incertum e le coperture a volta ricavate tramite gittate di pietrisco e malta pozzolana: queste tecniche campano-laziali definivano le strutture portanti della grande massa architettonica, mentre le facciate erano decorate da strutture architravate in stile ellenistico, che nascondevano il resto. Solo in un secondo momento anche le tecniche costruttive romane ebbero una forma stilistica che non richiedeva più la "maschera" esterna, permettendo uno sviluppo autonomo e grandioso dell'architettura romana.
Al tempo di Cesare si ebbe la creazione del sontuoso Foro e tempio di Venere Genitrice, ma solo col restauro del tempio di Apollo Sosiano nel 32 a.C. Roma ebbe per la prima volta un edificio di culto all'altezza dell'eleganza ellenistica.

#### Ritratto

Il patrizio Torlonia.

L'altro importante traguardo raggiunto dall'arte romana a partire dall'epoca di Silla è il cosiddetto ritratto "veristico", ispirato alla particolare concezione "catoniana" delle virtù dell'uomo patrizio romano: carattere forgiato dalla durezza della vita e della guerra, orgoglio di classe, inflessibilità, ecc. Il diverso contesto dei valori nella società romana portò però a divergere dai modelli ellenistici con i volti ridotti a dure maschere, con una resa secca e minuziosa della superficie, che non risparmia i segni del tempo e della vita dura.
Tra gli esempi più significativi del "verismo patrizio" ci sono la testa 535 del Museo Torlonia (replica tiberiana), il velato del Vaticano (replica della prima età augustea), il ritratto di ignoto di Osimo, il busto 329 dell'Albertinum di Dresda, ecc. Il crudo verismo di queste opere è mitigato in altri esempi (70-50 a.C.) dal plasticismo più ricco e una rappresentazione più organica e meno tetra, con la rigidezza mitigata da un'espressione più serena: è il caso la testa 1332 del museo Nuovo dei Conservatori (databile 60-50 a.C.) o il ritratto di Pompeo alla Ny Carlsberg Glyptotek di Copenaghen.
Nonostante la rilevanza solo in ambito urbano e la breve durata temporale, il ritratto romano repubblicano ebbe un riflesso e seguito notevole nel tempo, soprattutto nei monumenti funerari delle classi inferiori che guardavano al patriziato con aspirazione, come i liberti.

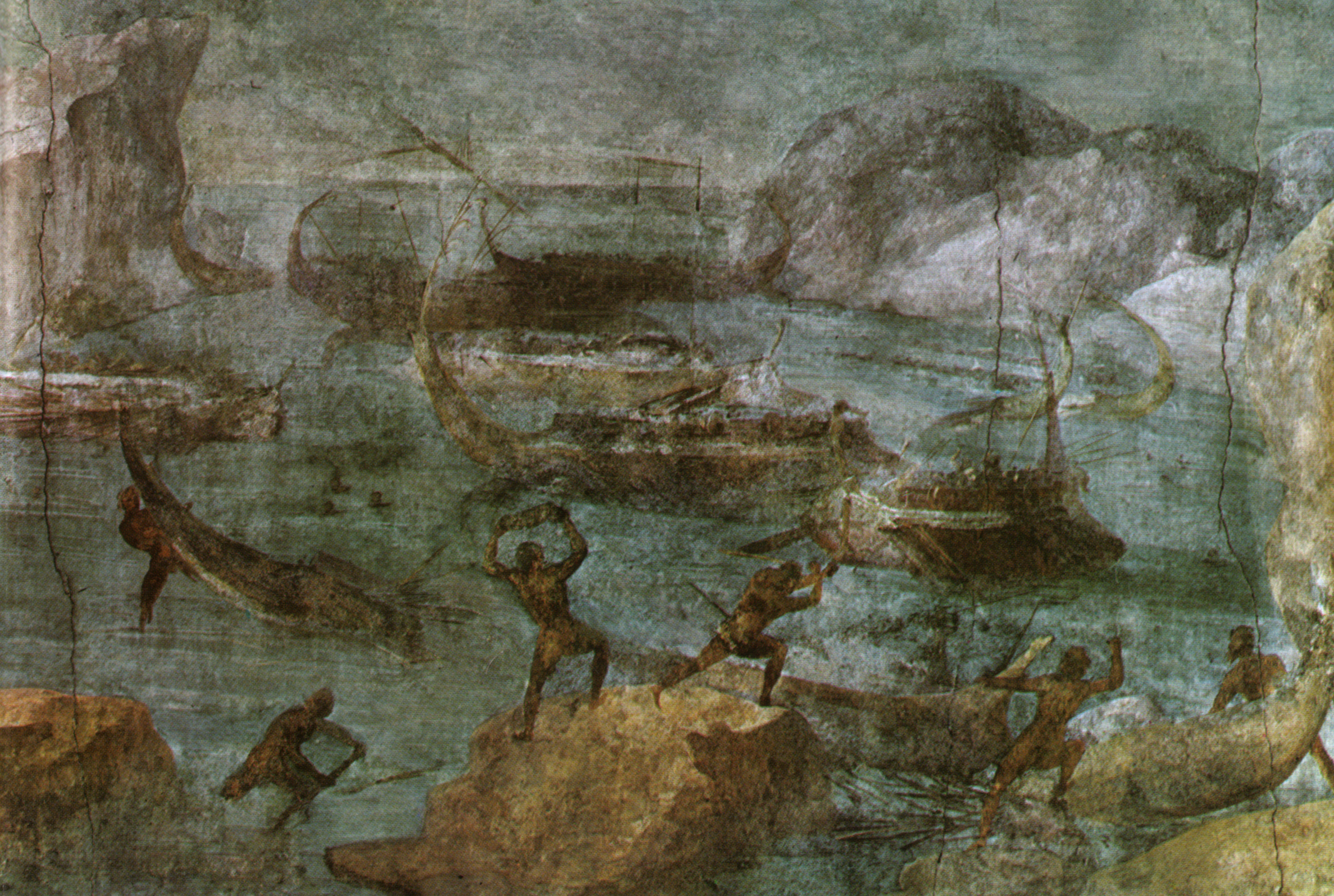
Roma, Casa di via Graziosa, scena dell'Odissea (Attacco dei Lestrigoni).

#### Pittura
In questo periodo si colloca anche la costituzione di una tradizione pittorica romana. Essa viene detta anche "pompeiana", perché studiata nei cospicui ritrovamenti di Pompei e delle altre città vesuviane sommerse dall'eruzione del Vesuvio del 79, anche se il centro della produzione artistica fu sicuramente Roma.
Era tipico per una casa signorile avere ogni angolo di parete dipinta, da cui deriva una straordinaria ricchezza quantitativa di decorazioni pittoriche. Tali opere però non erano frutto dell'inventiva romana, ma erano un ultimo prodotto, per molti versi banalizzato, dell'altissima civiltà pittorica greca.
Si individuano quattro "stili" per la pittura romana, anche se sarebbe più corretto parlare di schemi decorativi. Il primo stile ebbe una documentata diffusione in tutta l'area ellenistica (incrostazioni architettoniche dipinte) dal III-II secolo a.C. Il secondo stile (finte architetture) non ha invece lasciato tracce fuori da Roma e le città vesuviane, databile dal 120 a.C. per le proposte più antiche, fino agli esempi più tardi del 50 a.C. circa; è forse un'invenzione romana. Il terzo stile (ornamentale) si sovrappose al secondo stile ed arrivò fino alla metà del I secolo, all'epoca di Claudio (41-54). Il quarto stile (dell'illusionismo prospettico), documentato a Pompei dal 60 d.C., è molto ricco, ma non ripropone niente di nuovo che non fosse già stato sperimentato nel passato. In seguito la pittura, a giudicare da quanto ci è pervenuto, si inaridì gradualmente, con elementi sempre più triti e con una tecnica sempre più sciatta; bisogna però anche sottolineare che per il periodo successivo 79 non abbiamo più l'unico e straordinario catalogo pittorico delle città vesuviane sepolte.

### Arte imperiale classica

#### La prima fase dell'impero e il classicismo augusteo

##### Architettura

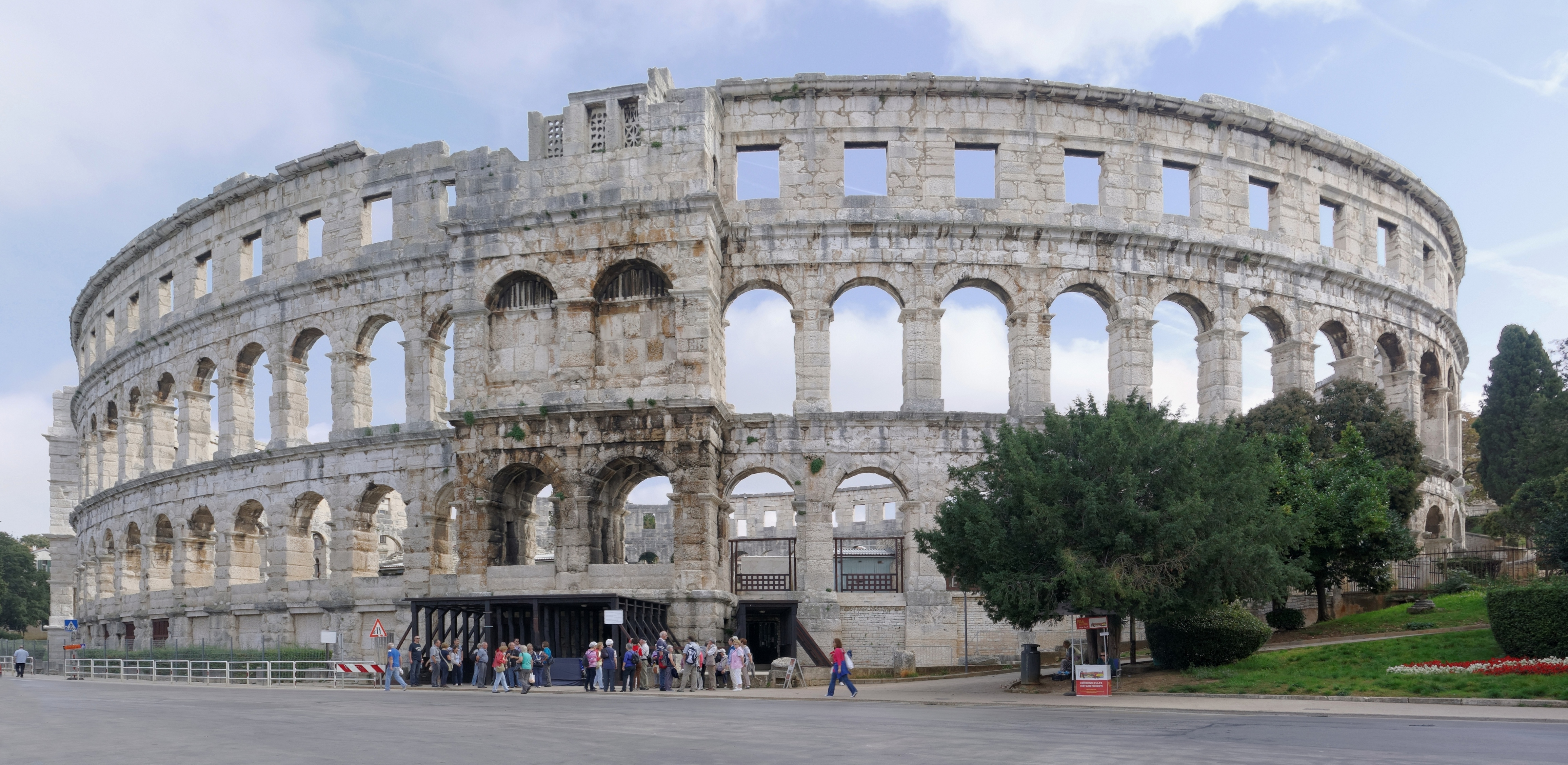
L'anfiteatro di Pola

Con il principato di Augusto ebbe inizio una radicale trasformazione urbanistica di Roma in senso monumentale. Nel periodo da Augusto ai Flavi si nota un irrobustirsi di tutti quegli edifici privi dell'influenza del tempio greco: archi trionfali, terme, anfiteatri, ecc. Nell'arco partico del Foro Romano (20 a.C. circa) nacque una forma ancora embrionale dell'arco a tre fornici. Risalgono a questo periodo i più spettacolari edifici per spettacoli: il teatro di Marcello (11 a.C.), l'anfiteatro di Pola, l'Arena di Verona, il teatro di Orange e poco dopo il Colosseo (inaugurato da Tito nell'80 e poi completato da Domiziano).

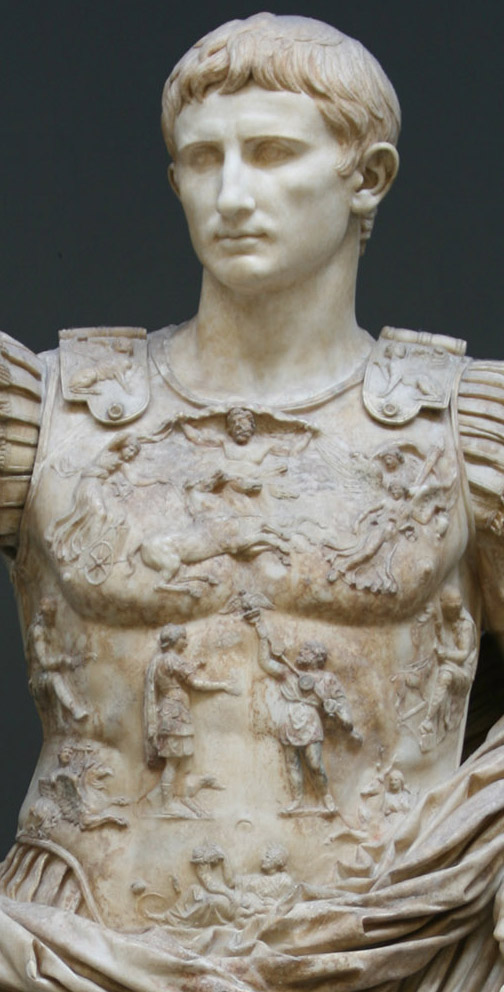
LAugusto loricato.

##### Scultura
Anche nelle arti figurative si ebbe una grande produzione artistica, improntata ad un classicismo finalizzato a costruire un'immagine solida e idealizzata dell'impero. Si recuperò, in particolare, la scultura greca del V secolo a.C., Fidia e Policleto, nella rappresentazione delle divinità e dei personaggi illustri romani, fra cui emblematici sono alcuni ritratti di Augusto come pontefice massimo e l'Augusto loricato, quest'ultimo rielaborato dal Doriforo di Policleto. L'uso di creare opere nello stile greco classico va sotto il nome di neoatticismo, ed è improntato a un raffinato equilibrio, che però non è esente da una certa freddezza di stampo "accademico", legata cioè alla riproduzione dell'arte greca classica idealizzata e priva di slanci vitali. Solo durante la dinastia giulio-claudia si ebbe un graduale attenuarsi dell'influenza neoattica permettendo la ricomparsa di un certo colore e calore nella produzione scultorea.

##### Pittura

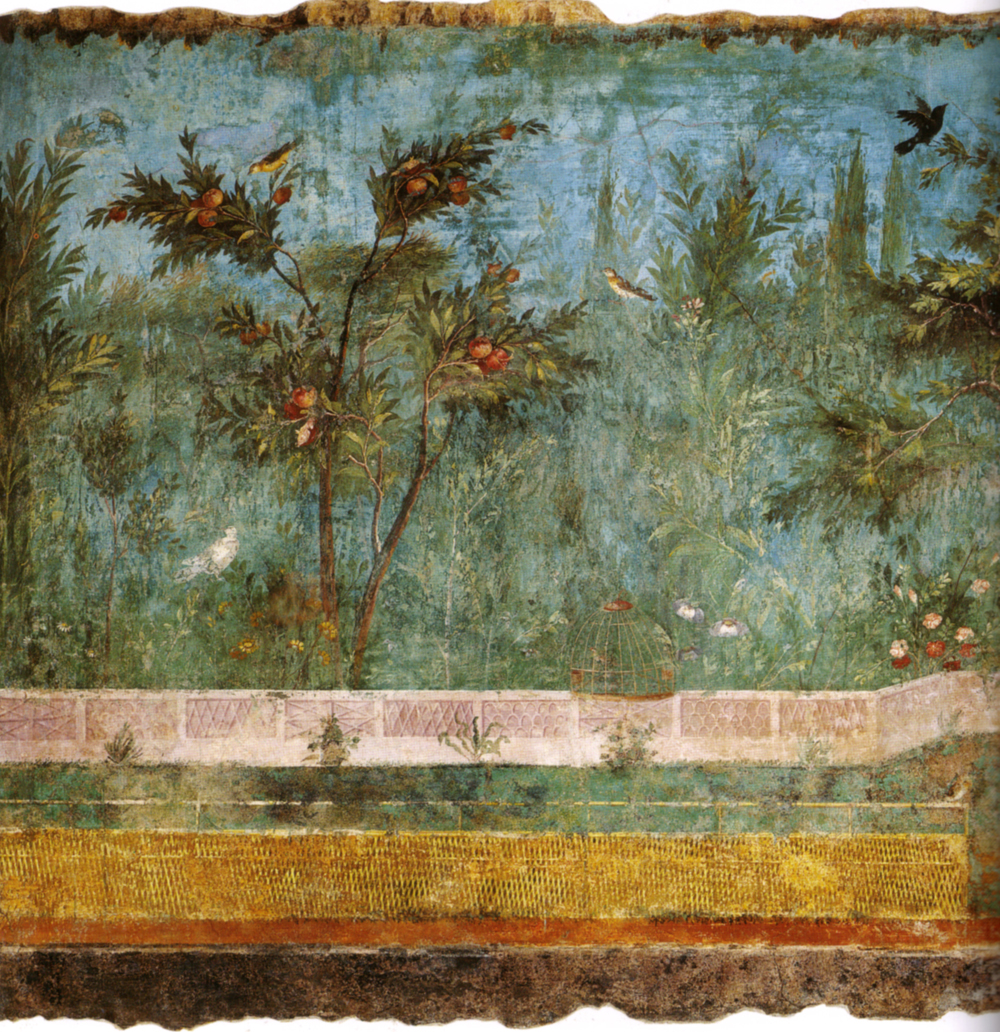
Villa di Livia, affreschi del ninfeo sotterraneo.

Tra il 30 e il 25 a.C. poteva dirsi pienamente compiuto lo sviluppo del secondo stile pompeiano. Ascrivibile al terzo stile è la decorazione della Casa della Farnesina o la Casa del Criptoportico a Pompei. A cavallo tra la fine del regno di Augusto e l'epoca claudia si collocano gli affreschi della grande sala della villa di Prima Porta di Livia, con la veduta di un folto giardino, culmine della pittura di giardini illusionistici. Forse risale all'epoca di Augusto anche la famosa sala della villa dei Misteri, dove sono mescolate copie di pitture greche e inserzioni romane.
Le ricostruzioni dopo il terremoto di Pompei del 62 videro nuove decorazioni, per la prima volta nel cosiddetto quarto stile, forse nato durante la decorazione della Domus Transitoria e della Domus Aurea.

##### Toreutica e glittica
Nel periodo di Augusto anche la toreutica e la glittica ebbero la migliore fioritura, con un notevole livello sia tecnico che artistico, con più naturalezza rispetto all'arte in grande formato. Tra i pezzi più pregiati il tesoro di Hildesheim, la Gemma Augustea (29 a.C.), il cammeo di Augusto e Roma e il Grande cammeo di Francia (di epoca tiberiana).

#### I Flavi

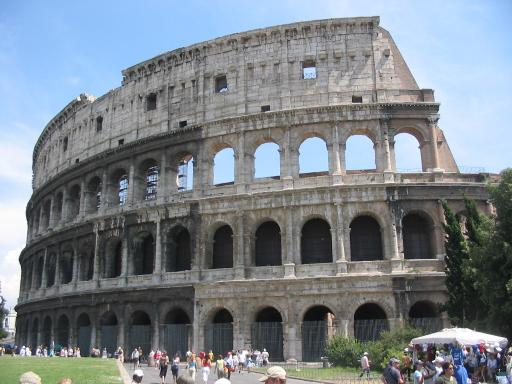
Il celebre Colosseo.

Gli imperatori della dinastia flavia proseguirono nell'edificazione di opere di grande impegno. Fra queste spicca il Colosseo, il simbolo più famoso di Roma. In quell'epoca l'arte romana si sviluppò superando la pesante tutela dell'arte neoattica, generando nuovi traguardi artistici. Nel campo della scultura non è ancora chiaro quanto fu determinante l'ispirazione al mondo ellenistico per superare la parentesi neoattica. In ogni caso nei rilievi nell'Arco di Tito (81 o 90 d.C.) si nota un maggiore addensamento di figure e, soprattutto, una consapevole disposizione coerente dei soggetti nello spazio, con la variazione dell'altezza dei rilievi (dalle teste dei cavalli a tutto tondo alle teste e le lance sagomate sullo sfondo), che crea l'illusione di uno spazio atmosferico reale.

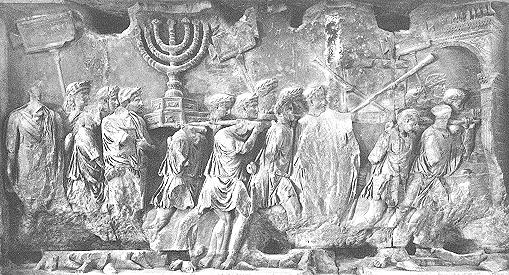
Processione sull'Arco di Tito.

Inoltre per la prima volta si trova portata a compimento la disposizione delle figure su una linea curva convessa (piuttosto che retta), come dimostra il rilievo della processione dove a sinistra le figure sono viste di tre quarti e di faccia, e all'estrema destra di dorso mentre entrano sotto il fornice della Porta Triumphalis. Lo spettatore ha così la sensazione di essere circondato e quasi sfiorato dal corteo, secondo una tendenza che verrà ulteriormente sviluppata nel "barocco" antoniniano dal III secolo in poi.
In architettura quest'epoca fu fondamentale per lo sviluppo di tecniche nuove, che permisero ulteriori sviluppi delle articolazioni spaziali. Lo stesso arco di Tito è impostato secondo uno schema più pesante e compatto dei precedenti augustei, che si allontana sempre di più dall'eleganza di matrice ellenistica. Ma fu soprattutto con la diffusione delle cupole emisferiche (Domus Transitoria, Domus Aurea e ninfeo di Domiziano a Albano Laziale) e la volta a crociera (Colosseo), aiutata dall'uso di archi trasversali in laterizio che creano le nervature e dall'uso di materiale leggero per le volte (anfore). Inoltre venne perfezionata la tecnica della volta a botte, arrivando a poter coprire aree di grandi dimensioni, come la vasta sala (33 metri di diametro) del vestibolo domizianeo del Foro Romano.

#### Il tempo di Traiano

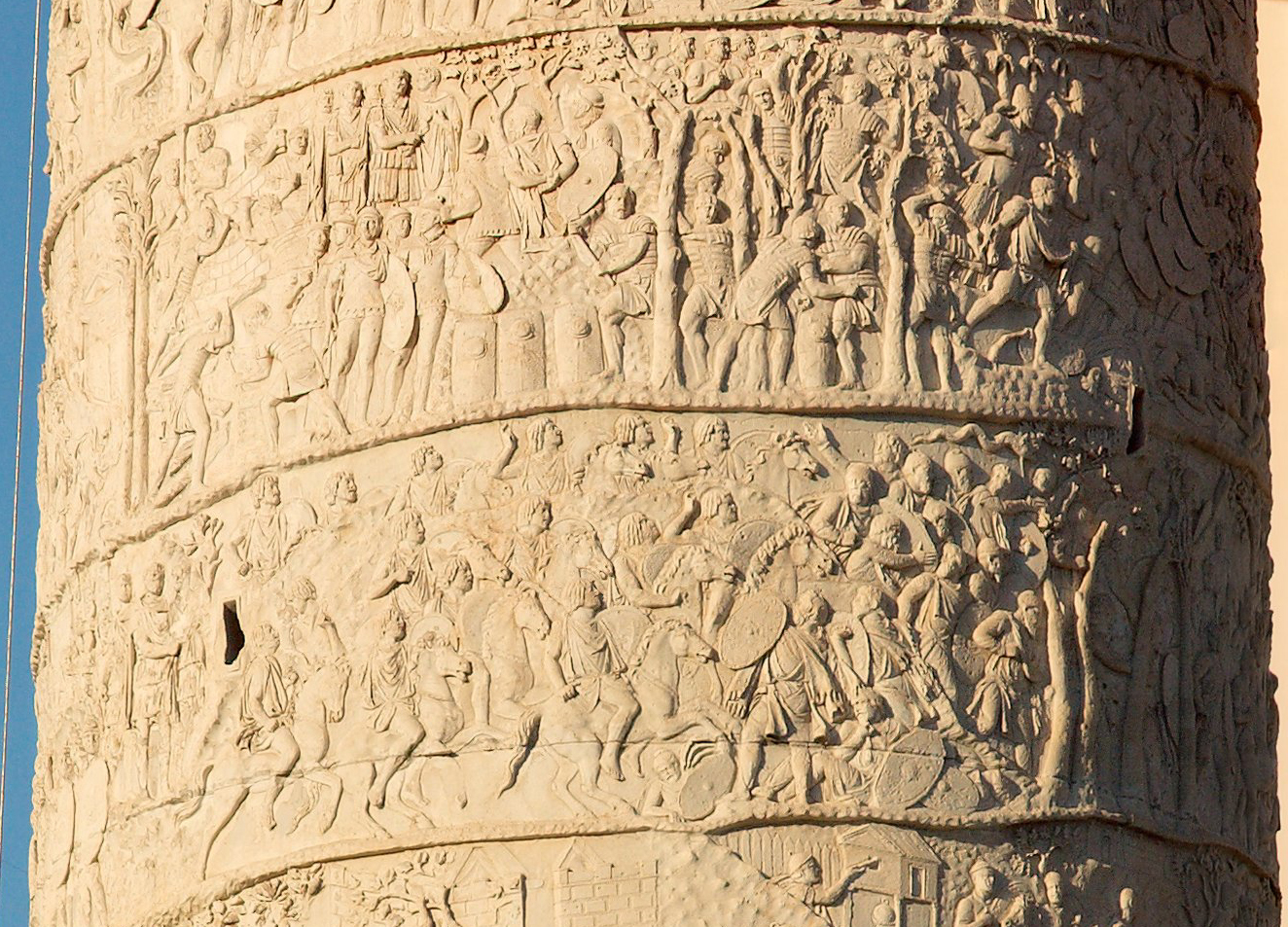
Rilievi della Colonna Traiana.

Sotto Traiano (98-117 d.C.) l'impero conobbe il suo apogeo, ed anche l'arte riuscì, per la prima volta (stando a quanto ci è pervenuto) a staccarsi dall'influenza ellenistica, portando un proprio, nuovo prodotto artistico (il rilievo storico) ai livelli dei grandi capolavori dell'arte antica: i rilievi della Colonna Traiana. In questa opera, dove confluisce tutta la perizia tecnica ellenistica e la scorrevole narrazione romana, si svolge per circa duecento metri continui la narrazione delle campagne in Dacia di Traiano, priva, come scrive Ranuccio Bianchi Bandinelli, "di un momento di stanchezza ripetitiva, di una ripetizione, insomma, di un vuoto nel contesto narrativo".
Vi sono molte innovazioni stilistiche, ma è straordinario come anche il contenuto, per la prima volta in un rilievo storico, riesca a superare la barriera del freddo distacco un po' compassato delle opere augustee e ancora flavie: le battaglie sono veementi, gli assalti impetuosi, i vinti ammantati di umana pietà. Scene dure, come i suicidi di massa o la deportazione di intere famiglie, sono rappresentati con drammatica e pietosa partecipazione e la ricchezza di dettagli e accenti narrativi fu probabilmente dovuta a un'esperienza diretta negli avvenimenti.

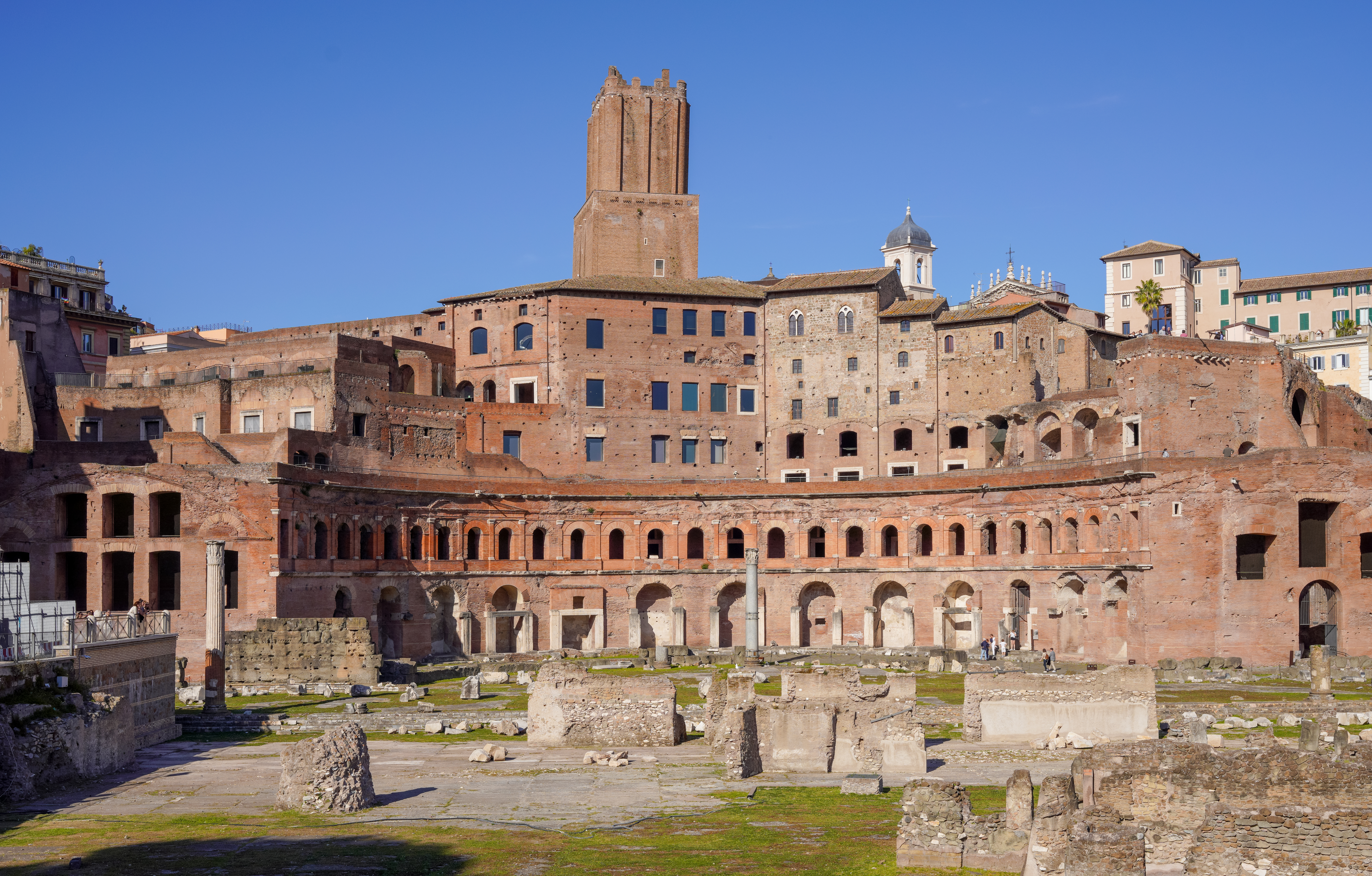
I cosiddetti "Mercati" di Traiano.

I rilievi della Colonna, come anche la nuova tipologia di ritratto imperiale (il "ritratto del decennale"), sono caratterizzati da un senso di umana dignità e forza morale, che non ha niente di sovrumano, di teatrale, di retorico. Traiano è l'optimus princeps (il "primo funzionario" dello Stato) e amministra con la disciplina e la razionalità, senza richiami trascendeti o aloni augurali e religiosi.
In architettura Apollodoro di Damasco completò la serie dei Fori imperiali di Roma, con il vastissimo Foro di Traiano, dalla pianta innovativa, priva di tempio all'estremità. Ancora più originale fu la sistemazione del fianco del colle Quirinale con i cosiddetti Mercati di Traiano, un complesso amministrativo e commerciale che si componeva di sei livelli articolati organicamente in uffici, botteghe e altro. La ricchezza ottenuta con le campagne militari vittoriose permise il rafforzarsi di una classe media, che diede origine a una nuova tipologia abitativa, con più abitazioni raggruppate in un unico edificio, sempre più simili alle ricche case patrizie.
Un'altra novità, per ragioni ancora non chiarite, fu la massiccia ripresa dell'inumazione e quindi della produzione di sarcofagi, che tanta importanza rivestirono nella produzione artistica dei secoli successivi.
Lo sviluppo toccò anche le province, come dimostrano le cospicue pitture decorative di questo periodo ritrovate nelle zone più varie dell'impero.

#### Il tempo di Adriano

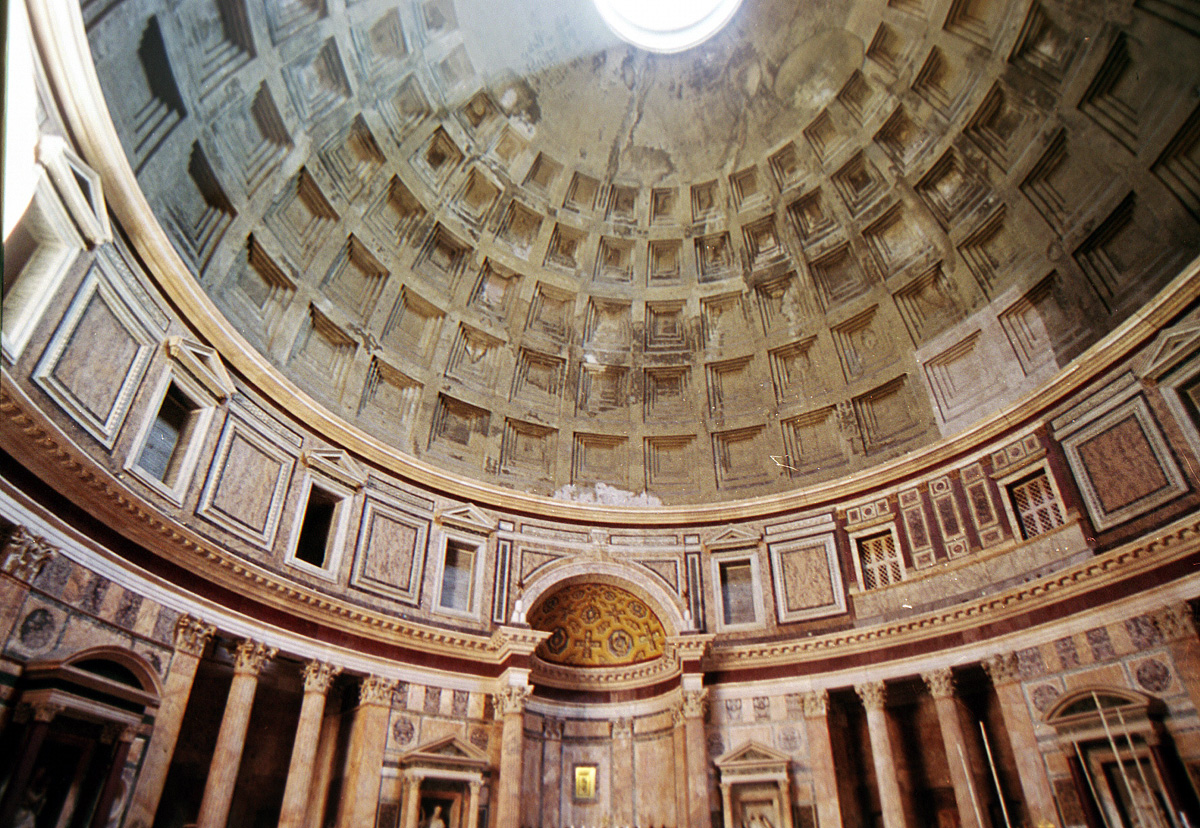
Interno del Pantheon.

Il successore, l'imperatore Adriano, era appassionato di cultura ellenistica. Fece edificare, prendendo parte alla progettazione, Villa Adriana a Tivoli, grandioso complesso architettonico e paesaggistico le cui architetture riprendono ecletticamente modelli orientali ed ellenistici. Fece inoltre ricostruire il Pantheon di Roma, con la cupola perfettamente emisferica appoggiata ad un cilindro di altezza pari al raggio e pronao corinzio, uno degli edifici romani meglio conservati e il suo mausoleo, ora Castel Sant'Angelo, al Vaticano. In scultura tipici della sua epoca sono i ritratti di Antinoo, suo giovane amante morto in circostanze misteriose e da lui divinizzato con un culto ufficiale per tutto l'Impero.

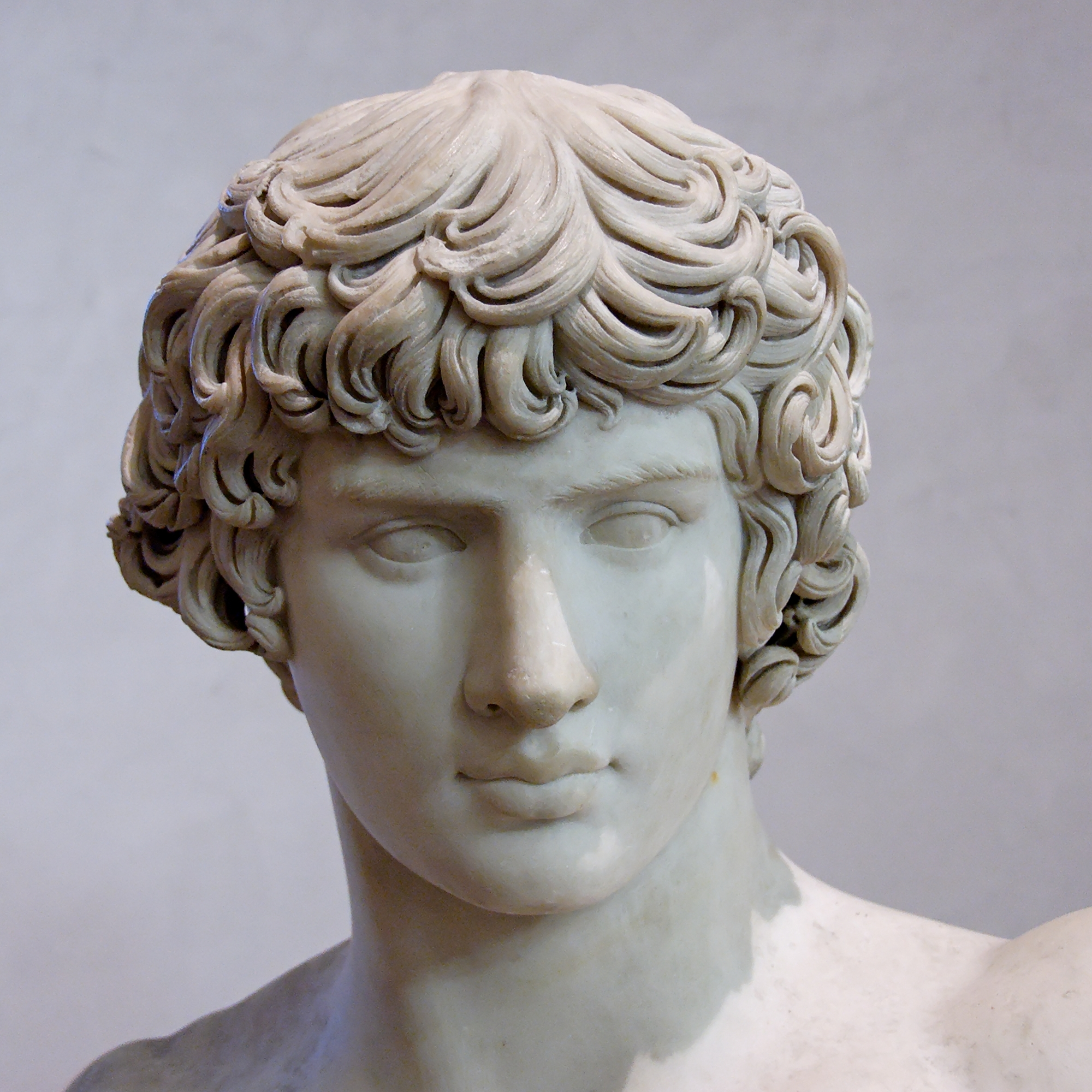
LAntinoo del Louvre.

Il classicismo adrianeo si discostò abbastanza da quello dell'arte augustea (neoatticismo), più freddo e accademico, essendo anche ormai la società romana profondamente cambiata dai tempi del primo imperatore. Facendo un paragone con l'arte moderna si potrebbe affermare che l'arte augustea era stata una sorta di neoclassicismo, quella adrianea di romanticismo. Sotto Adriano Roma aveva ormai consolidato una società articolata, una cultura propria e un livello artistico notevole e indipendente, non era più ai primi passi e non aveva quindi più bisogno del rigido sostegno degli artisti ateniesi come era avvenuto a cavallo tra il I secolo a.C. e il I secolo d.C. L'amore verso la Grecia classica di Adriano va comunque collocato nell'ambito dell'interesse privato del princeps, non fu un evento di largo raggio che suscitò una vera e propria problematica artistica (un "rinascenza" o "rinascimento"), e svanì con la scomparsa del protagonista. Questa forma artistica era però espressione anche di un preciso programma politico, legato a un avvicinamento del sovrano (e quindi di Roma) alle province di cultura ellenica, come documentano anche i suoi frequenti viaggi.

#### Gli Antonini

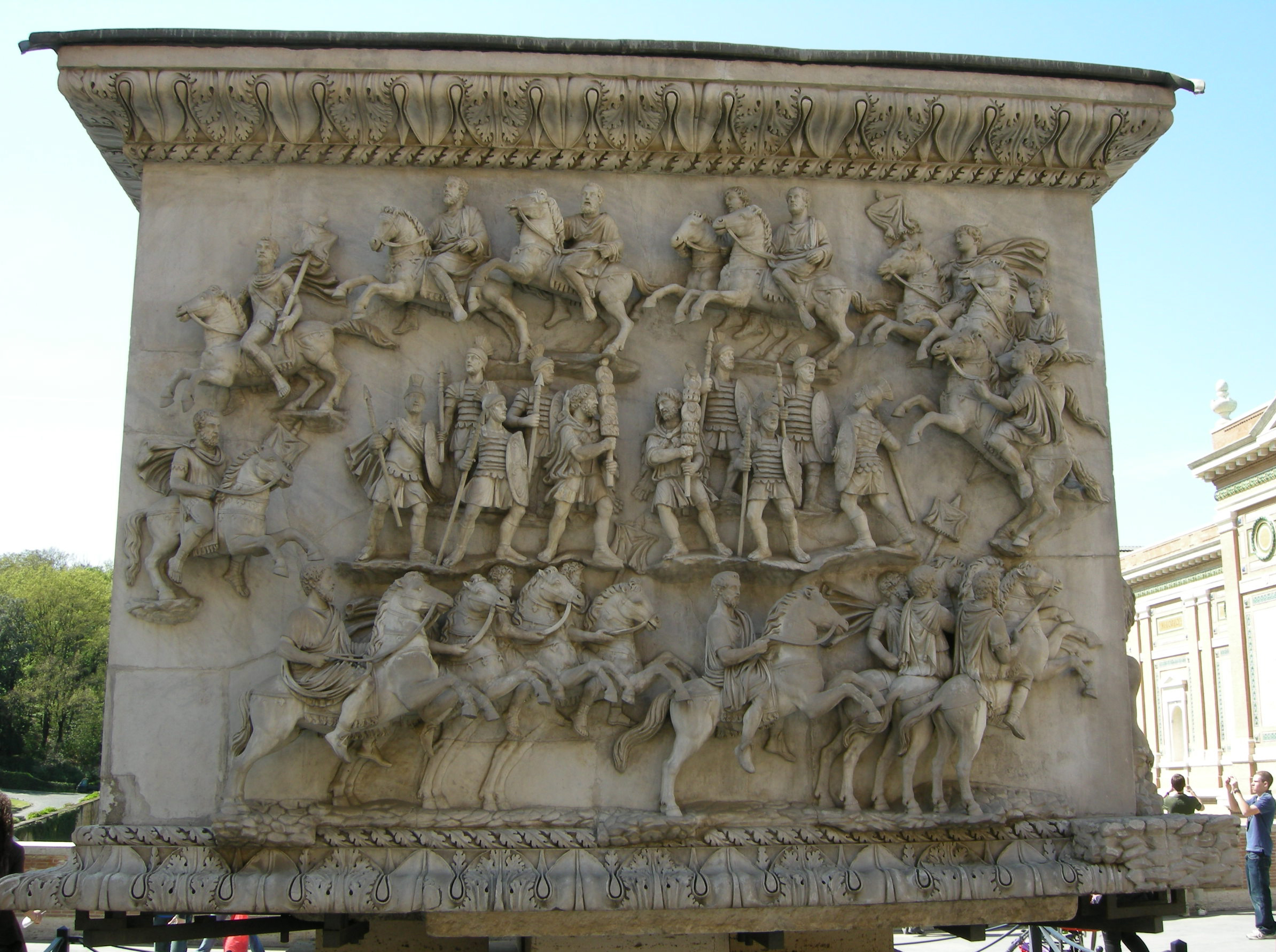
La decursio della Colonna Antonina.

Sotto la dinastia degli Antonini, la produzione artistica ufficiale continuò nel solco del classicismo adrianea, con alcune tendenze che si svilupparono ulteriormente. Il gusto per il contrasto tra superfici lisce e mosse (come nel ritratto di Adriano), trasposto su una composizione d'insieme produsse il rilievo estremamente originale della decursio nella base della colonna Antonina. Conseguenza fu anche l'accentuazione del chiaroscuro.
Sotto Commodo si assistette a una svolta artistica, legata alla scultura. Nelle opere ufficiali, dal punto di vista formale si ottenne una dimensione spaziale pienamente compiuta, con figure ben collocate nello spazio tra le quali sembra "circolare l'atmosfera" (come negli otto rilievi riciclati poi nell'Arco di Costantino). Dal punto di vista del contenuto si assiste alla comparsa di sfumature simbolico-religiosi nella figura del sovrano e alla rappresentazione di fatti irrazionali. Questa tendenza è evidente nella Colonna di Marco Aurelio che, sebbene ispirata a quella Traiana, presenta molte novità: scene più affollate, figure più scavate, con un chiaroscuro più netto e, soprattutto, la comparsa di elementi irrazionali (Miracolo della pioggia, Miracolo del fulmine), prima avvisaglia di una società ormai in cerca di evasione da una realtà difficile, che di lì a poco, durante il successivo sfacelo economico e politico dell'impero, sarebbe sfociata nell'irrazionalismo anti-classico.

### Il Basso Impero

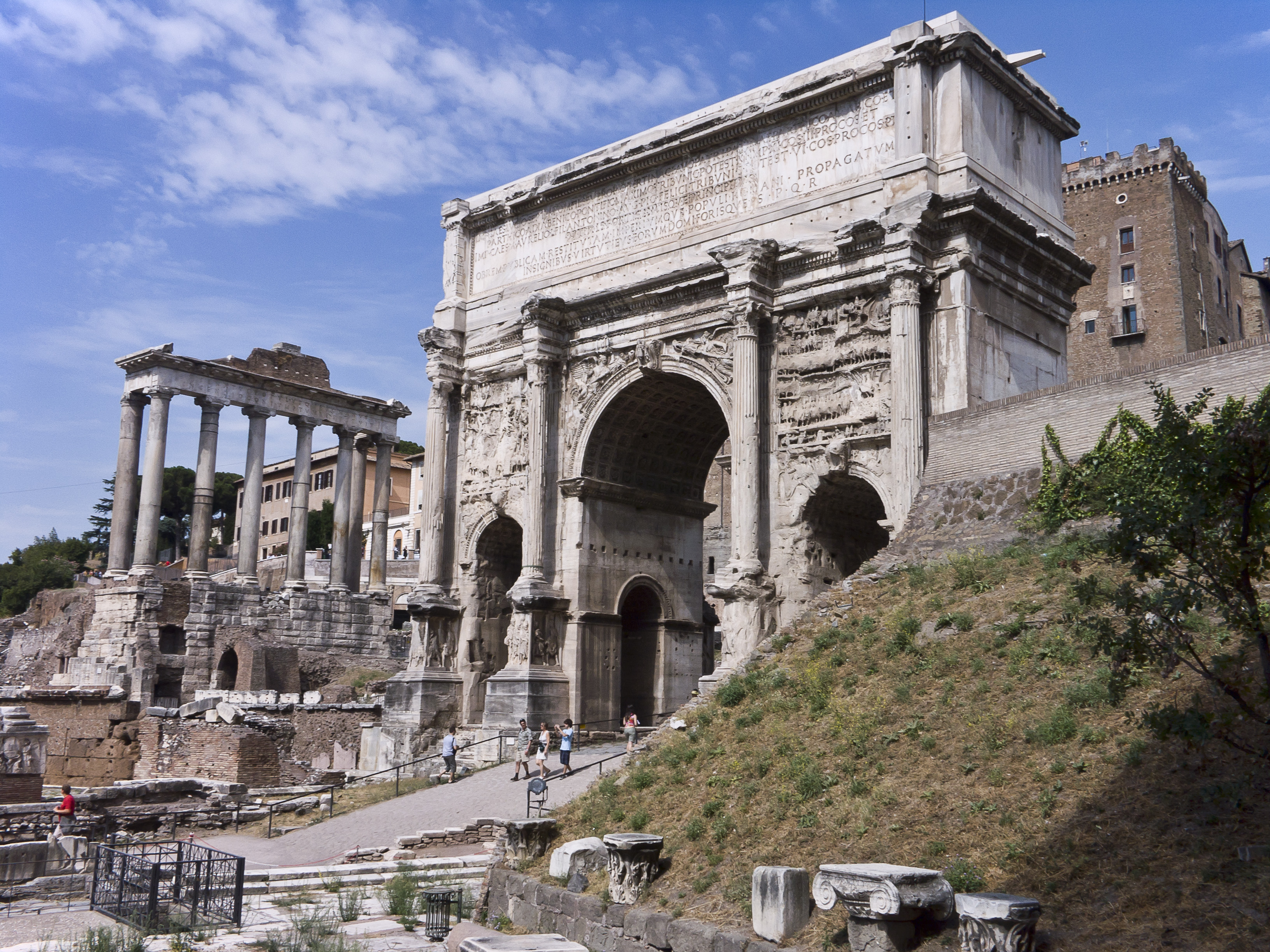
Arco di Settimio Severo.

Il Sarcofago Ludovisi.

La tumultuosa successione di Commodo mise in luce, nel 192, tutte le debolezze istituzionali dell'Impero, dando il via a un periodo di grave instabilità politica, economica e sociale che portò alla crisi del III secolo. L'Impero romano entrò nella sua fase discendente, chiamata anche "Basso Impero". L'arte prese una direzione anti-ellenistica, cercando forme meno organiche, razionali e naturalistiche. Più che un momento di crisi artistica (o "decadenza", secondo l'impostazione storica agli studi di matrice neoclassica), fu un fenomeno di più ampio raggio, che corrispondeva a nuove esigenze sociali e culturali del mutato contesto, che non si riconosceva più nel naturismo, la razionalità e la coerenza formale dell'arte di derivazione greca: le necessità di evasione, di isolamento, di fuga dalla realtà portarono a nuove concezioni filosofiche religiose, dominate dall'irrazionalità e dall'astrazione metafisica, che si riflessero in maniera profonda nella produzione artistica.
Inoltre il confluire nella capitale un numero sempre maggiore di persone dalle province (funzionari, mercanti, artisti, ma anche gli stessi imperatori), contrapposto alla perdita di autorità e di importanza del Senato e dell'antica aristocrazia romana, portò nella capitale i modi dell'arte cosiddetta provinciale e plebea che già da secoli era orientata verso un maggiore espressionismo opposto alla rappresentazione fedele della natura.

#### Il periodo dei Severi
Già nei rilievi dell'Arco di Settimio Severo (202-203), si infittisce l'uso dello scalpello che crea solchi profondi e quindi toni più chiaroscurali; inoltre si afferma una rappresentazione della figura umana nuova, in scene di massa che annullano la rappresentazione individuale di matrice greca; anche la plasticità è diminuita. L'imperatore appare su un piedistallo circondato dai generali mentre recita l'adlocutio e sovrasta la massa dei soldati come un'apparizione divina.

#### Il-III secolo
L'ultima fase dell'impero, a partire da Diocleziano, Costantino fino alla caduta della parte occidentale, è caratterizzata dalla perdita delle certezze e dall'insinuarsi di una sensibilità nuova. In architettura si affermarono costruzioni per scopi difensivi, come le mura aureliane o il Palazzo di Diocleziano (293-305 circa) a Spalato, provvisto di solide fortificazioni.

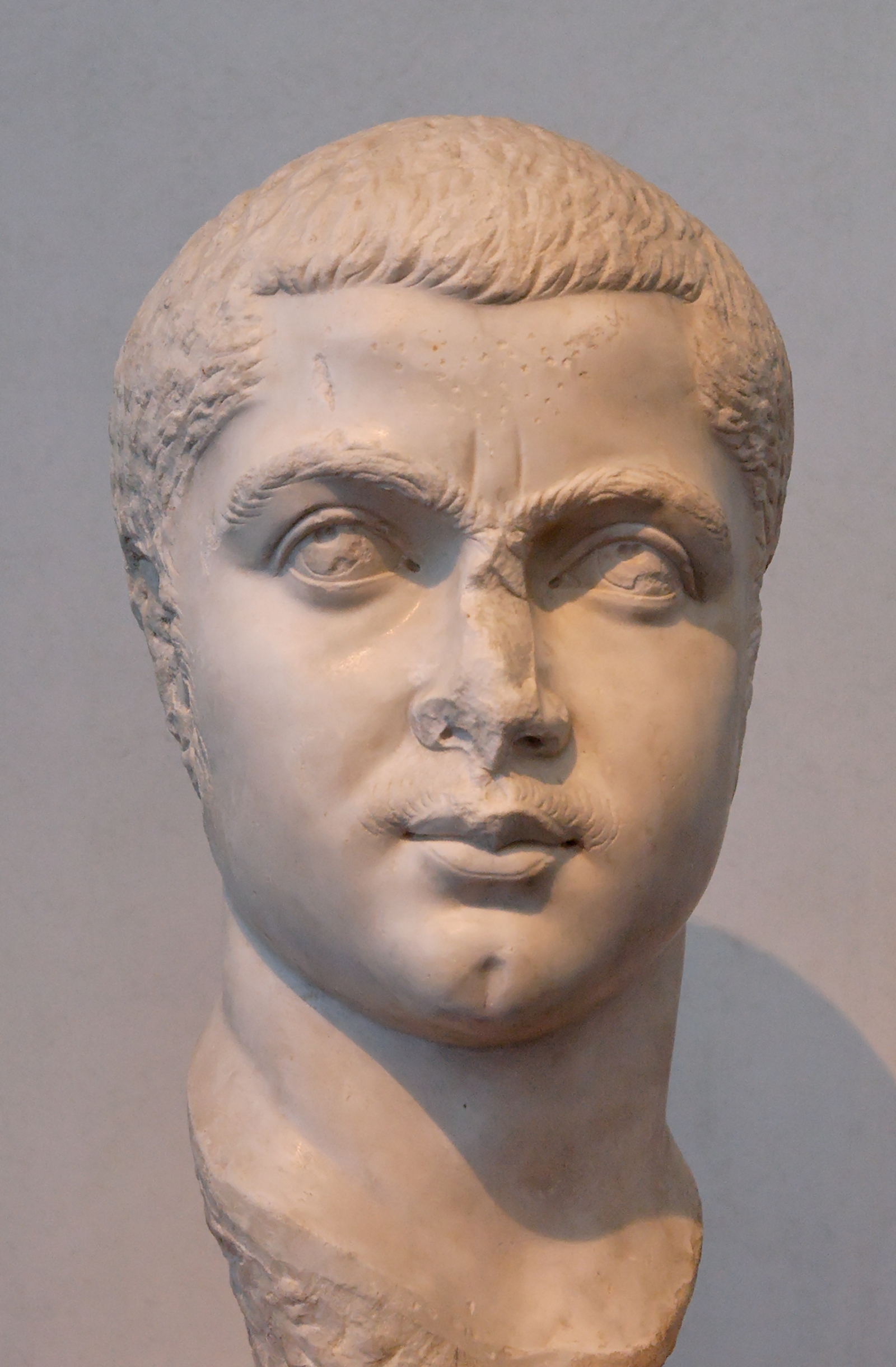
Ritratto di Gordiano III, III secolo, Museo Nazionale Romano, Roma.

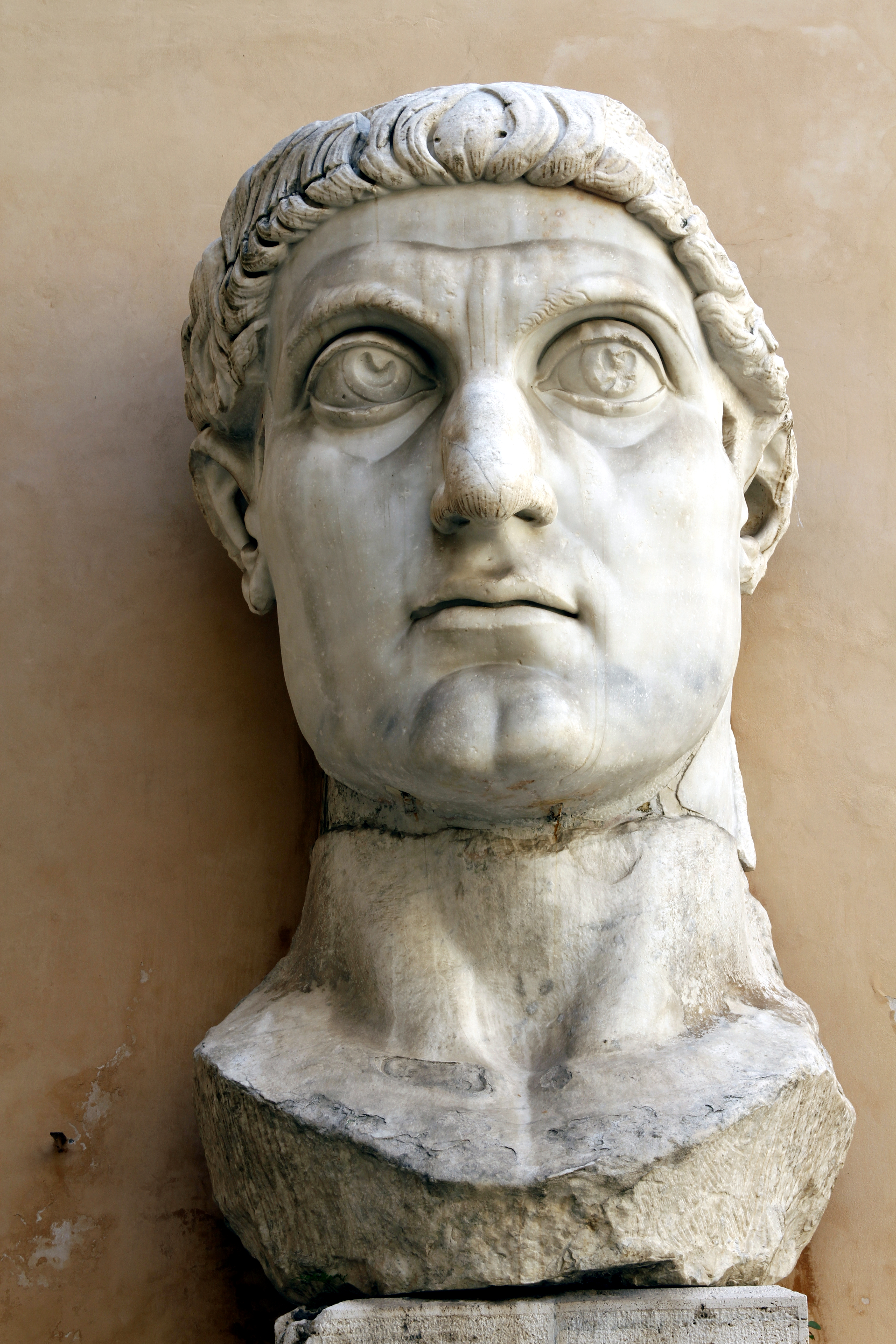
Testa colossale di Costantino I, inizio del IV secolo, Palazzo dei Conservatori, Roma

I ritratti imperiali in quegli anni divennero innaturali, con attenzione al dettaglio minuto piuttosto che all'armonia dell'insieme (come nella Testa di Gordiano III), idealizzati, con sguardi laconici dai grandi occhi (come nella Statua colossale di Costantino I). Non interessava più la rappresentazione della fisionomia, ma ormai il volto imperiale doveva esprimere un concetto, quello della santità del potere, inteso come emanazione divina.

#### Il IV secolo
Ancora più emblematico di questa progressiva perdita della forma classica è l'arco di Costantino (312-315), dove sono scolpiti bassorilievi con figure dalle forme tozze e antinaturalistiche, affiancate a materiale di spoglio dalle forme ancora classiche del II secolo. Nell'Adlocutio l'imperatore si erge seduto al centro in posizione rialzata sulla tribuna, l'unico girato frontalmente assieme alle due statue ai lati del palco imperiale, raffiguranti (piuttosto grezzamente) Adriano a destra e Marco Aurelio a sinistra. La posizione dell'Imperatore acquista una valenza sacrale, come di una divinità che si mostri ai fedeli isolata nella sua dimensione trascendente, sottolineata anche dalle dimensioni leggermente maggiori della sua figura. Si tratta infatti di uno dei primissimi casi a Roma nell'arte ufficiale di proporzioni tra le figure organizzate secondo gerarchia: la grandezza delle figure non dipende più dalla loro posizione nello spazio, ma dalla loro importanza. Un altro elemento interessante dei rilievi dell'arco di Costantino è la perdita dei rapporti spaziali: lo sfondo mostra i monumenti del Foro romano visibili all'epoca (basilica Giulia, arco di Settimio Severo, arco di Tiberio e colonne dei vicennalia della tetrarchia - gli ultimi due oggi scomparsi), ma la loro collocazione non è realistica rispetto al sito sul quale si svolge la scena (i rostra), anzi sono allineati parallelamente alla superficie del rilievo. Ancora più inconsueta è rappresentazione in "prospettiva ribaltata" dei due gruppi laterali di popolani, che dovrebbero stare teoricamente davanti alla tribuna ed invece sono ruotati e schiacciati ai due lati.

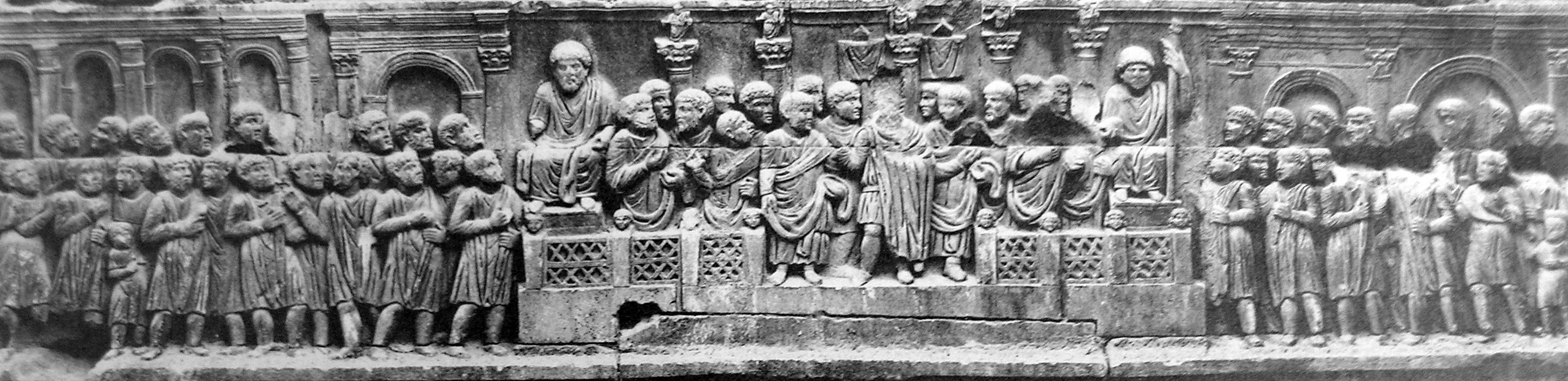
Arco di Costantino, Rilievo dell'Adlocutio, 312-315, marmo scolpito.

Queste tendenze sono riscontrabili anche nel celebre gruppo dei tetrarchi, già a Costantinopoli e ora murato nella basilica di San Marco a Venezia.
L'allontanamento dalle ricerche naturalistiche dell'arte greca portava d'altro canto una lettura più immediata ed una più facile interpretazione delle immagini. Per lungo tempo questo tipo di produzione artistica venne vista come chiaro esempio di decadenza, anche se oggi studi più ad ampio raggio hanno dimostrato come queste tendenze non fossero delle novità, ma fossero invece già presenti da secoli nei territori delle province e che il loro emergere nell'arte ufficiale fu il rovescio di un processo di irradiazione artistica dal centro verso la periferia, con il sempre presente (anche in altre epoche storiche) ritorno anche in senso opposto di tendenze dalle periferie al centro.
Con l'editto del 313 con il quale Costantino permise la libertà di culto ai cristiani si ebbe la formazione di un'arte pubblica del Cristianesimo, che si espresse nell'edificazione delle grandiose basiliche a Roma, in Terra santa e a Costantinopoli: nacque l'arte paleocristiana.

### Verso l'arte medievale
La forma antica di produrre arte non venne distrutta, come si sarebbe portati a pensare, né dalle invasioni barbariche, né dal Cristianesimo. Soprattutto in campo artistico questi nuovi poteri si dimostrarono rispettosi dei modi precedenti: Courtois dimostrò bene come i barbari, pur senza comprenderla, rispettarono la maniera romana di derivazione ellenistica, permettendo la sua sopravvivenza per almeno tutto il secolo V e, in parte, VI, anche se ormai svuotata di qualsiasi contenuto originario.
La maniera antica si estinse definitivamente solo ad opera degli imperatori bizantini, per i propri fermenti interni che irradiarono una cultura nuova, su basi completamente diverse da quelle antiche, dai centri di Costantinopoli, di Antiochia, di Tessalonica e di Alessandria, con notevoli influenze anche dai vicini centri dell'oriente sasanide.

## Le forme artistiche

### La scultura
Già nei periodi imperiali la scultura romana era in continuo progresso: i volti sono rappresentati con realismo al contrario dell'arte greca basata soprattutto sul corpo.
Ancora a differenza dell'arte greca classica la scultura romana non rappresenta solo la bellezza ideale ma anche le virtù morali.

### Il rilievo storico
Il rilievo storico fu la prima vera e propria forma d'arte romana. Si sviluppò nel tardo periodo repubblicano, nel I secolo a.C. e, come per il ritratto romano, si formò dalla congiunzione del naturalismo ellenistico nella sua forma oggettiva, con i rilievi dell'arte plebea, una corrente legata sia alla mentalità civile e al rito religioso dei romani, e si ha così il suo sviluppo.
Di questo stile i primi esempi che lo descrivono sono ben riassumibili nel piccolo fregio trionfale del tempio di Apollo Sosiano, semplice ed incisivo, riferito appunto al trionfo di Sosio del 34 a.C., ma forse di esecuzione più tarda del 20-17 a.C., simile anche a quello successivo dell'altare al centro dell'Ara Pacis. Per questo stile è buon uso ricordare la formula ogni genere letterario per metro diverso, quindi ogni genere corrisponde ad uno stile diverso, causa la sua equità strutturale nel tempo.
Interessante è anche il fregio che doveva adornare un altare molto simile a quello dell'Ara Pacis, trovato sotto al "Palazzo della Cancelleria" e ora Musei Vaticani, la cosiddetta base dei Vicomagistri (30-50 d.C.): vi si legge una processioni per un sacrificio, dove si vedono gli animali, gli assistenti sacerdoti e i musicanti. Qui con lo scorcio delle trombe e la posizione dei suonatori di dorso, si ha uno dei pochi esempi di dilatazione spaziale: il fondo non esiste, è uno spazio libero, entro al quale le figure si muovono.

### Il ritratto

Ritratto virile 535 dal Museo Torlonia.

Ritratto di Gallieno dal Museo delle Terme.

Il ritratto, col rilievo storico, è la forma più caratteristica dell'arte romana. Entrambi erano frutto della manifestazione di un forte legame oggettivo e pratico dei Romani, lontano da ogni astrazione metafisica. Il rilievo storico però ha le sue radici nell'arte plebea di tradizione medio-italica, il secondo è stato invece creato dall'ambiente patrizio a partire dal ritratto ellenistico.
Vi sono precedenti del ritratto sia nella medio-italica (testa di Giunio Bruto), e in quella etrusca seppur non prima del IV secolo a.C.; ma il ritratto tipico romano è tutt'altra cosa, si rifà al culto familiare piuttosto che alla sfera onoraria e funerale, anche se poi queste lo assorbiranno. Direttamente collegato alla tradizione patrizia dello ius imaginum, la sua nascita è strettamente connessa allo sviluppo nella età Sillana del patriziato, e si svilupperà fino al secondo triumvirato; per esempio nella statua di personaggio romano da Delos si notano le fattezze ben individualizzate della testa ritratta impostata su un corpo in posizione eroica di classica idealizzazione.
A partire da queste esperienze i mercanti romani tornati in patria, divenuti nel frattempo "aristocrazia del denaro", impostarono le premesse per l'arte del ritratto. In quell'epoca si definì quindi una committenza alta e aristocratica, interessata a ritratti idealizzati e psicologici, nel ricco stile ellenistico "barocco", e una committenza "borghese", interessata a ritratti fedeli nella fisionomia, anche a scapito dell'armonia dell'insieme e della valenza psicologica, nello stile cosiddetto "verista" (come nel ritratto di ignoto di Osimo).
Dalla prima età imperiale avrà una stasi date le nuove richieste della classe dirigente, ma rimane statico fra le classi medie ed emergenti. Il ritratto è dotato di un minuzioso realismo, che ama descrivere le accidentalità della epidermide, una attenzione non all'effetto di insieme tipico del realismo ellenistico, ma alla minuziosità e alla estrema analisi descrittiva; tutto è celebrazione di austerità della vecchia stirpe di contadini forse in realtà mai esistita. Tutto è per la fierezza della propria stirpe. Proprio per queste caratteristiche tende ad adattarsi ad una sola classe sociale, e non è espressione di una società.
Il I secolo è stato un secolo di varie aggregazioni stilistiche, un puro momento di formazione e quindi di incertezze e di varie convivenze prima di un completo assorbimento di ogni carattere, di ogni sfumatura di importazione, un fondo che incarna vari elementi culturali italici e ellenistici.
Il ritratto romano quindi, come tutta l'arte romana, si esprimeva con diversi linguaggi formali.

## Retaggio dell'arte romana
L'arte romana fu per la prima volta nel mondo europeo e mediterraneo, un'arte universale, capace di unificare in un linguaggio dai tratti comuni una vastissima area geografica, che travalica anche i meri confini dell'Impero.
Ciò implicò che l'arte romana, grazie alla sua diffusione, fosse nelle generazioni future il diretto tramite con l'arte antica. Per gli artisti europei la produzione romana venne sempre considerata come «una seconda e più perfetta Natura dalla quale trarre insegnamento»; e grazie proprio ai monumenti ed alle opere d'arte romane si possono spiegare le rifioriture "classiche" di civiltà come quella carolingia, gotica o rinascimentale.
L'arte greca rimase infatti oscura fino alla fine del XVIII secolo, quando avvenne il suo riconoscimento teorico, mentre la sua conquista documentata si data al XIX secolo. L'arte romana invece rimase sempre nota durante i secoli successivi, influenzando profondamente le generazione successivi di artisti e committenti.